# JR西日本キハ120形気動車
キハ120形気動車（キハ120がたきどうしゃ）は、西日本旅客鉄道（JR西日本）のローカル線用の小型気動車である。

## 概要
国鉄から承継された一般型気動車のキハ20系・キハ35系・キハ45系および急行型気動車のキハ58系などの置換えと鉄道部に移管された線区の活性化を図るため、JR西日本の地方交通線向け標準型気動車として山陰東部エリアを除くJR西日本管内の非電化区間ほぼ全域に導入された。1992年から1996年にかけて89両が製造された。
新潟鐵工所の地方鉄道向け車両「NDCシリーズ」の第一世代モデルによる16m級軽快気動車で、ワンマン運転にも対応している。製造は新潟鐵工所および後藤車両所が担当している。

## 車両概説
本項では落成当時の仕様および各番台共通事項について記す。

### 車体

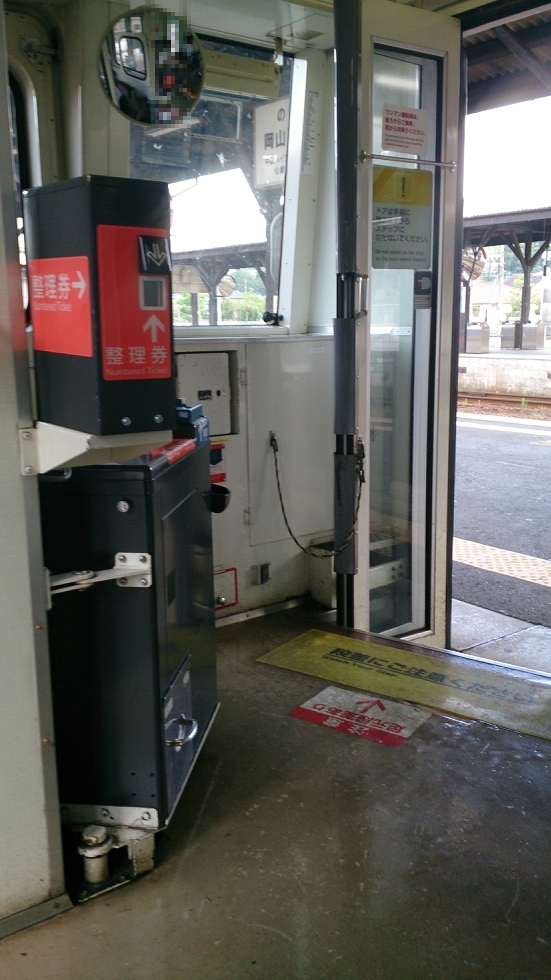
運転席右側

車体幅 2,700 - 2,800 mm 、全長 16.3 m の両運転台式で、出入り口は両運転台の直後、片側2か所にバス用の2枚折戸が採用されている。
運転室は半室構造となっており、助士側は出入口とドアスイッチがあるのみ。乗務員扉は設けられておらず、助士側の客用扉横に車掌用の前方後方安全確認のための小窓が設置されている。ブレーキハンドルは横軸式で着脱可能な構造である。なお、ATS-Pには対応しないことからJR東海管内への乗り入れは不可能である。
車体塗装は配置区所によって異なっているが、普通鋼製車体の200番台は後年、配置区所に関わらず朱色5号一色塗りに統一された（ラッピング車両除く）。

### 車内
座席はセミクロスシートまたはロングシートを配置する。エンジン排気管を設置するため側面の窓間が広くなっている部分が1両に1カ所あり、その箇所ではシートが途切れている。
車内収受式ワンマン運転を前提にしていることから、妻面にデジタル式の運賃表示器、運転台横に運賃箱、運転台直後に整理券発行機が備え付けられている。

### 機器類
走行用ディーゼルエンジンはコマツ製SA6D125-H1（DMF11HZと同型）が採用されている。変速機は直結2段式である。冷房装置にはバス用の汎用品を使用している。

## 番台区分
製造時期により番台区分がなされ、番台ごとに構造上の差異が見られる。登場順は1992年に普通鋼製車体・セミクロスシートの200番台、1993年にステンレス製車体・ロングシートの0番台、1994年にステンレス製車体・セミクロスシートの300番台の順となっている。

### 1次車（200番台）
1992年（平成4年）3月から7月にかけて8両導入された。全車新潟鐵工所で製造され、新製配置は201 - 206が越前大野鉄道部、207・208が米子運転所である。
車体は普通鋼製で、車体幅は 2,700 mm。車体塗色は配置区所によって異なる（後述）。主幹制御器は横軸式とされたが、側面は2段式ユニット窓・バス用2枚折戸の乗降扉採用など、国鉄キハ32形気動車に類似する。座席はセミクロスシート。折り戸はJR西日本の新製車としては初採用となった。側窓は上段固定・下段上昇式で、幅は通常1,200 mm、後方監視窓隣接部は900 mmとされた。
エンジンはコマツ製SA6D125-H1形 (250PS/2,000rpm) を搭載する。台車は、ペデスタル軸箱支持方式のWDT53（2軸駆動動力台車）およびWTR237（付随台車）である。本番台では半自動を選択した場合に使用可能なドア開閉スイッチを乗降口付近の内外に装備する。

### 2次車（0番台）
1993年（平成5年）3月から11月にかけて22両導入された。1 - 19は新潟鐵工所で、20 - 22は後藤車両所で製造された。新製配置は1 - 6が米子運転所、7 - 16が亀山鉄道部、17 - 22が小郡運転区である。
車体は普通鋼製からステンレス製（車体前面は普通鋼製）に変更された。配置区所ごとの塗り分けは前面と車体側面に帯を配する形となった。車体幅が100mm広がり2,800mmとなった。
車内配置がセミクロスシートからバケットタイプのロングシートとなった。窓ガラスがユニットサッシから1枚ガラスのはめ込み式になり窓を開けることが出来なくなった。窓幅は通常1,100 mm、後部監視窓隣接部は630 mmとなった。
エンジンは200番台と同じコマツ製SA6D125-H1形だが、出力が300PS/2,000rpmに強化されている。台車は緩衝ゴム軸箱支持方式のWDT54（2軸駆動動力台車）およびWTR238（付随台車）である。主幹制御器は221系電車に準じた前後操作式に変更された。
ドア開閉スイッチが装備されなくなった。これにより始発駅など長時間の停車の際、キハ40系などで可能な半自動扉にはできなくなった為、取っ手などを利用して、人力により開け閉めする方法に変更した。

### 3次車（300番台）
1994年（平成6年）3月から1996年（平成8年）8月にかけて59両導入された。
301 - 316・324 - 327・331 - 336・342 - 352・357 - 359は新潟鐵工所で、317 - 323・328 - 330・337 - 341・353 - 356は後藤車両所で製造された。新製配置は301 - 306が亀山鉄道部、307 - 321が浜田鉄道部、322 - 327・331 - 333が広島運転所、328 - 330・334 - 343・353 - 359が津山鉄道部、344 - 352が富山運転所である。
主要機器は0番台に準じているが、車内が200番台同様のセミクロスシートに変更された。ボックスシートの形状は200番台と若干異なっている。

## 改造

### トイレ設置工事
新製時の時点で「近距離輸送のワンマン運転用で車両の全長が短く冷房を備えたため設置スペースがない」との理由からトイレが設置されておらず、乗客に対しては行き違い待ち等で停車中に駅トイレを利用するように促す策が取られ、当時の車内には『トイレのある駅』の掲示があった。しかし、駅間が長いことと、行き違い待ちの駅は限られることもあり、キハ120形が導入された沿線の島根県浜田市・益田市・三隅町が県を交えて米子支社へ要望書の提出や署名活動を行った結果、乗降扉そばの客室スペースにトイレユニットを据え付ける形で2007年（平成19年）3月末までに全車両に洋式トイレが設置された。これにより客室内に死角ができるため運転室後方にルームミラーが追設され、トイレ設置前にあった客用窓はステンレス板あるいは鋼板で塞がれた。据え付け費用は1車両あたり約700万円。
越美北線用の車両は福井豪雨からの復旧工事中に改造された。しかし、トイレ設置後も運用区間が短いことや孤立区間にある越前大野駅構内に汚物抜き取り設備が無いことを理由に、改造後もしばらくは「このトイレは使用できません」表記の貼り紙を貼っていたが、2007年6月30日の全線復旧を機に使用を開始した。

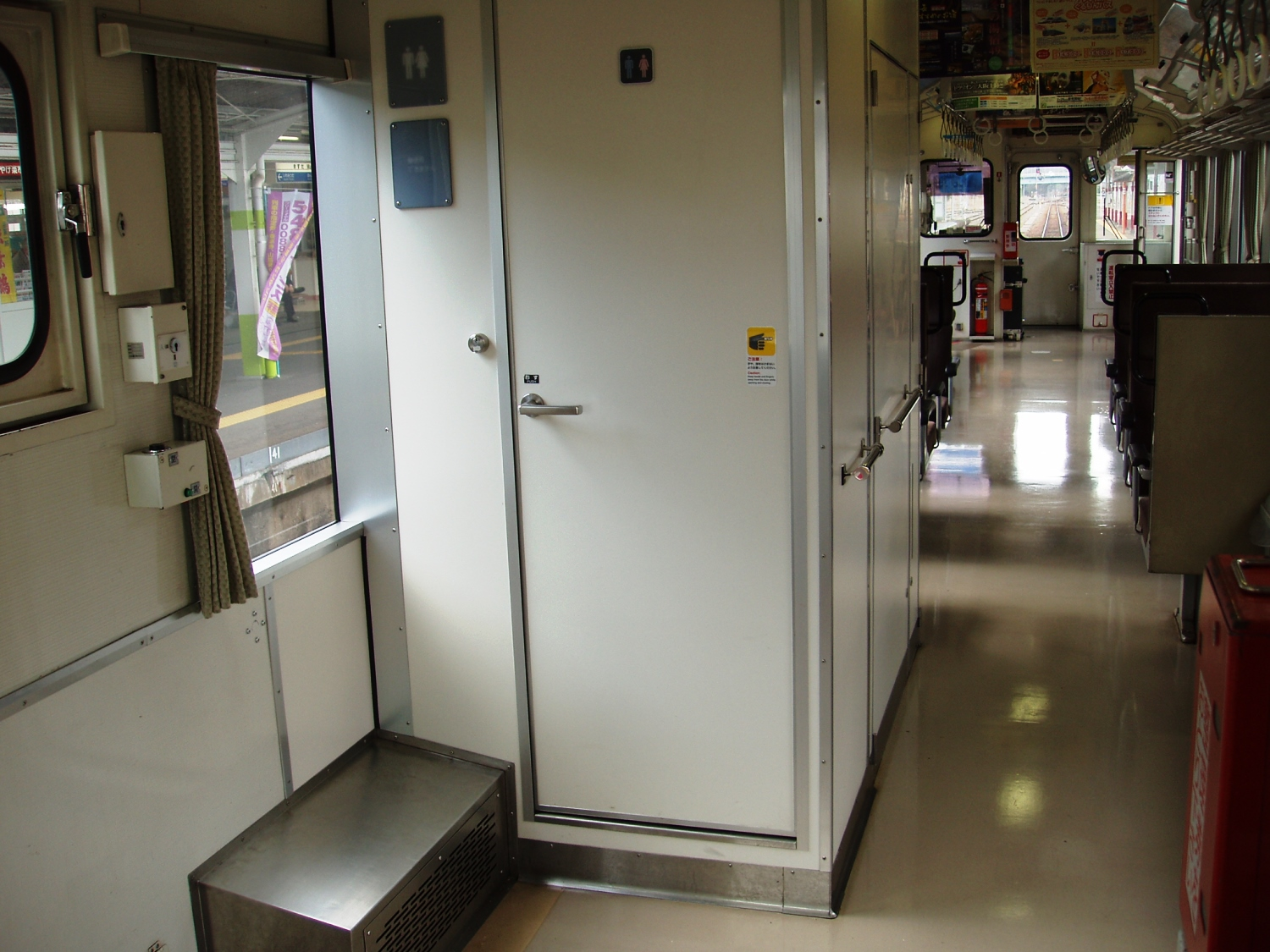
300番台に設置されたトイレ

### 運転記録装置取り付け工事
JR福知山線脱線事故の調査報告書に対する建議の対策として、運転状況記録装置の取り付けが行われている。装置本体は冷房ダクトとの位置関係から、トイレ前に床置きされている。配線を引き通すためトイレ設置工事の際と同様に窓が塞がれている。この工事に関連して車掌用のドア開閉スイッチがこの装置内に移設されている。

### ドア誤扱防止システムの取り付け工事
超音波センサーでホームを検知して、ワンマン運転中に運転士がホームと反対側のドアを誤開扉するのを防ぐ為の装置で、スカートの裏側にセンサーが4つ付いている。2009年2月より亀山鉄道部所属の全編成に設置工事が行われ、2011年以降は他線区の車両にも順次工事が行われている。

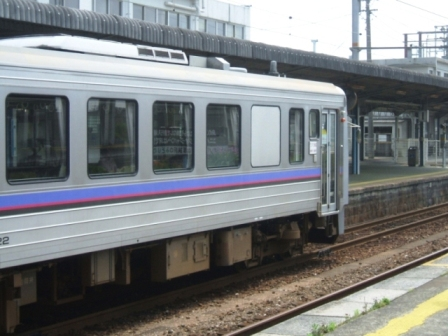
トイレが追加された0番台。板でふさがれた窓の部分にトイレがある。
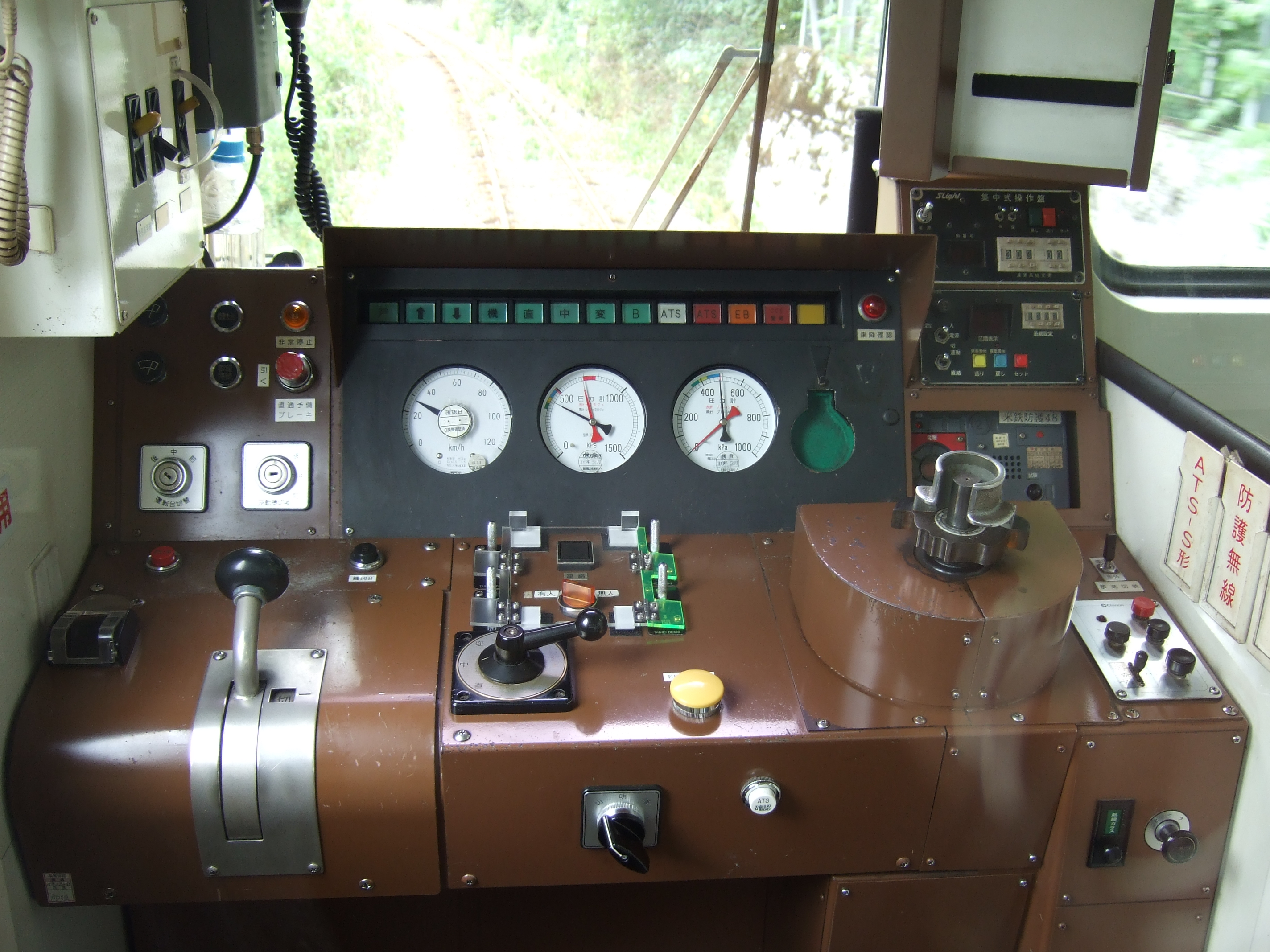
300番台の運転台
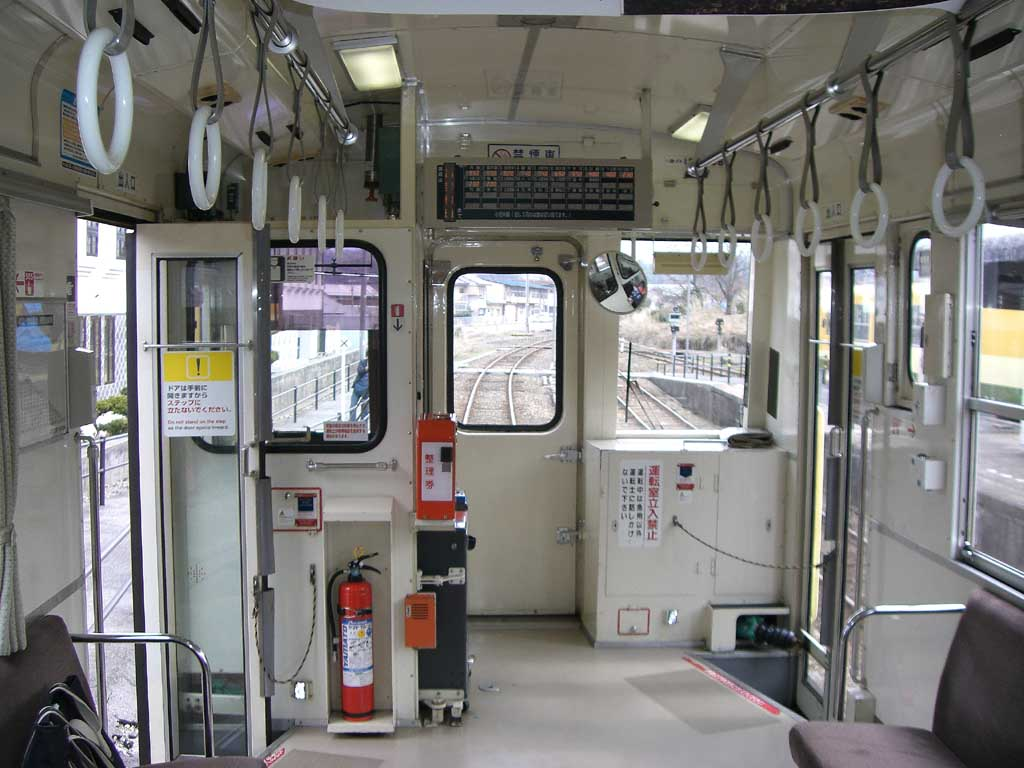
200番台の運転台周辺
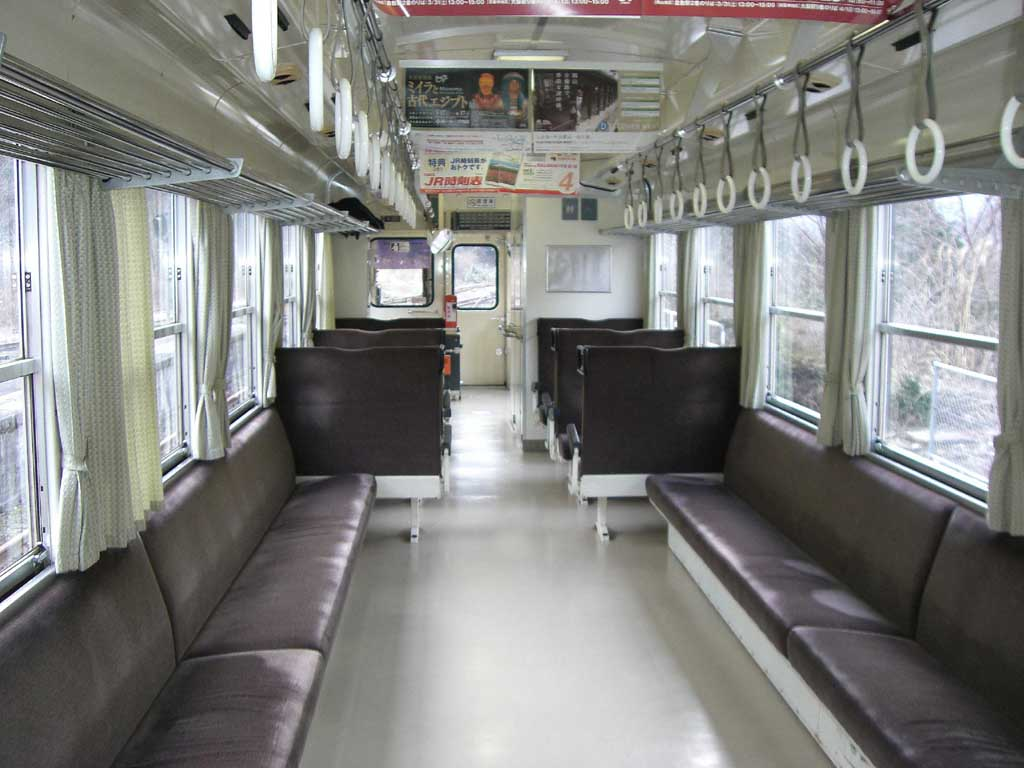
200番台の車内
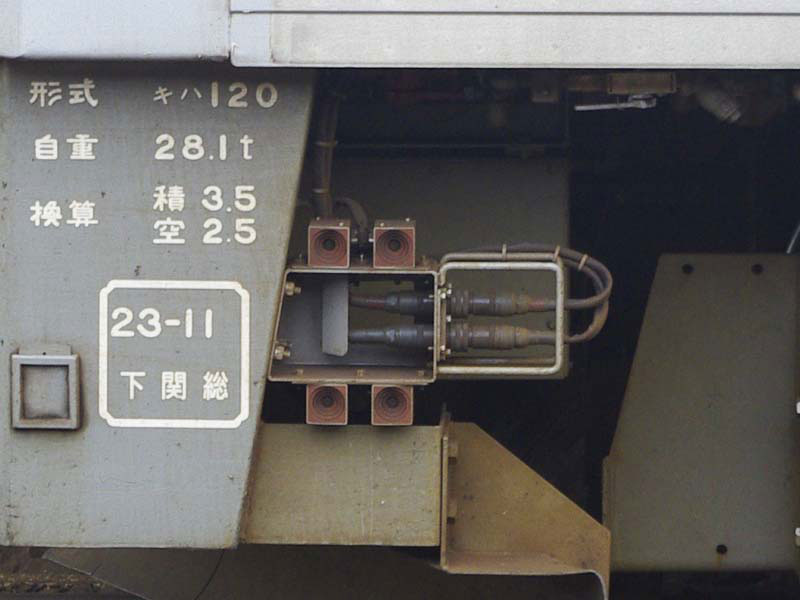
ドア誤扱い防止システムのセンサー

### 運賃表示機の変更
2015年1月より岡山支社、米子支社、亀山鉄道部に所属する車両のデジタル式運賃表示器が液晶ディスプレイ式の運賃表示機に変更された。

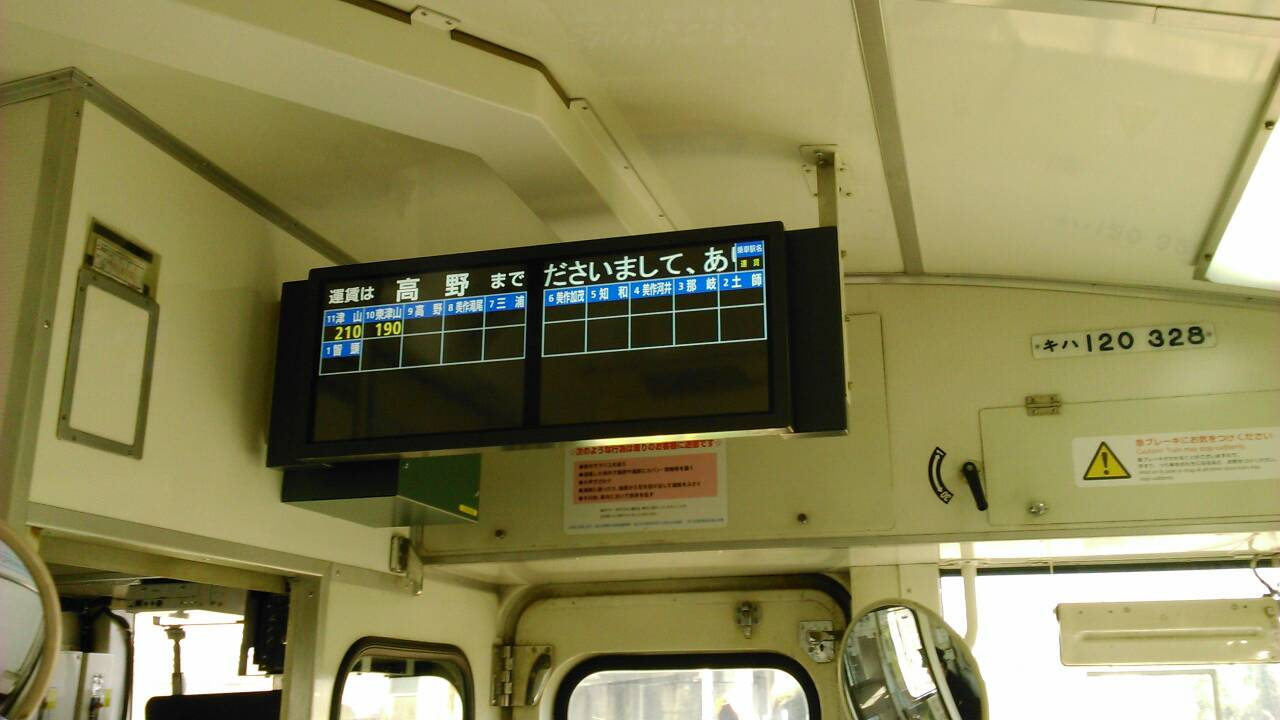
更新後の運賃表示器

### リニューアル工事
| 施工年度 | 施工工場 施工両数 | 所属箇所 施工済み車両割合 | 所属箇所 施工済み車両割合 | 所属箇所 施工済み車両割合 | 所属箇所 施工済み車両割合 | 所属箇所 施工済み車両割合 | 所属箇所 施工済み車両割合 | 所属箇所 施工済み車両割合 | 所属箇所 施工済み車両割合 | 所属箇所 施工済み車両割合 | 合計    |
| 施工年度 | 後藤              | 富山                      | 敦賀                      | 亀山                      | 岡山                      | 出雲 （木次）             | 浜田                      | 広島                      | 新山口                    | 廃車                      | 合計    |
| -------- | ----------------- | ------------------------- | ------------------------- | ------------------------- | ------------------------- | ------------------------- | ------------------------- | ------------------------- | ------------------------- | ------------------------- | ------- |
| 2017年   | 6                 | 0/15 0%                   | 2/5 40%                   | 1/14 7%                   | 1/16 6%                   | 1/8 7%                    | 1/14 7%                   | 0/10 0%                   | 0/7 0%                    | 0                         | 6 7%    |
| 2018年   | 17                | 3/15 20%                  | 4/5 80%                   | 2/14 14%                  | 5/16 31%                  | 1/8 7%                    | 4/14 28%                  | 1/10 10%                  | 3/7 43%                   | 0                         | 23 26%  |
| 2019年   | 22                | 7/15 47%                  | 5/5 100%                  | 4/14 28%                  | 10/15 66%                 | 1/8 7%                    | 8/14 57%                  | 4/10 40%                  | 5/7 71%                   | 0                         | 45 50%  |
| 2020年   | 18                | 11/15 73%                 | 5/5 100%                  | 5/14 36%                  | 12/16 75%                 | 3/8 38%                   | 9/13 69%                  | 7/10 70%                  | 7/7 100%                  | 1                         | 63 70%  |
| 2021年   | 17                | 14/15 93%                 | 5/5 100%                  | 8/14 57%                  | 16/16 100%                | 6/8 75%                   | 12/13 92%                 | 9/10 90%                  | 7/7 100%                  | ０                        | 80 90%  |
| 2022年   | 6                 | 15/15 100%                | 5/5 100%                  | 11/14 79%                 | 16/16 100%                | 8/8 100%                  | 13/13 100%                | 10/10 100%                | 7/7 100%                  | 0                         | 86 98%  |
| 2023年   | 1                 | 15/15 100%                | 5/5 100%                  | 12/14 86%                 | 16/16 100%                | 8/8 100%                  | 13/13 100%                | 10/10 100%                | 7/7 100%                  | 0                         | 87 99%  |
| 2024年   | 2                 | 15/15 100%                | 5/5 100%                  | 14/14 100%                | 16/16 100%                | 8/8 100%                  | 13/13 100%                | 10/10 100%                | 7/7 100%                  | 0                         | 89 100% |

初期車の製造から25年経過したことを受け、安全性・快適性の向上を主な目的に2017年度から着手された。事業費は1両当たり約2500万円で、2021年度までに全89両を対象に実施予定とされた。
改造内容はシート袖部分の仕切り大型化と手すり・つり革の改良、前照灯LED化、車内照明の間接照明化及びLED化、LED式フォグランプ追加、運転席ガラス強化、ドア開閉スイッチの設置、ドアチャイム設置などである。工事完了第1号となるキハ120-208が2017年7月14日に後藤総合車両所を出場し、7月16日に木次線列車支部で報道陣に公開された。
キハ120形のリニューアル工事は当初計画より若干遅延していたものの、2024年度に全89両の施工が完了している。

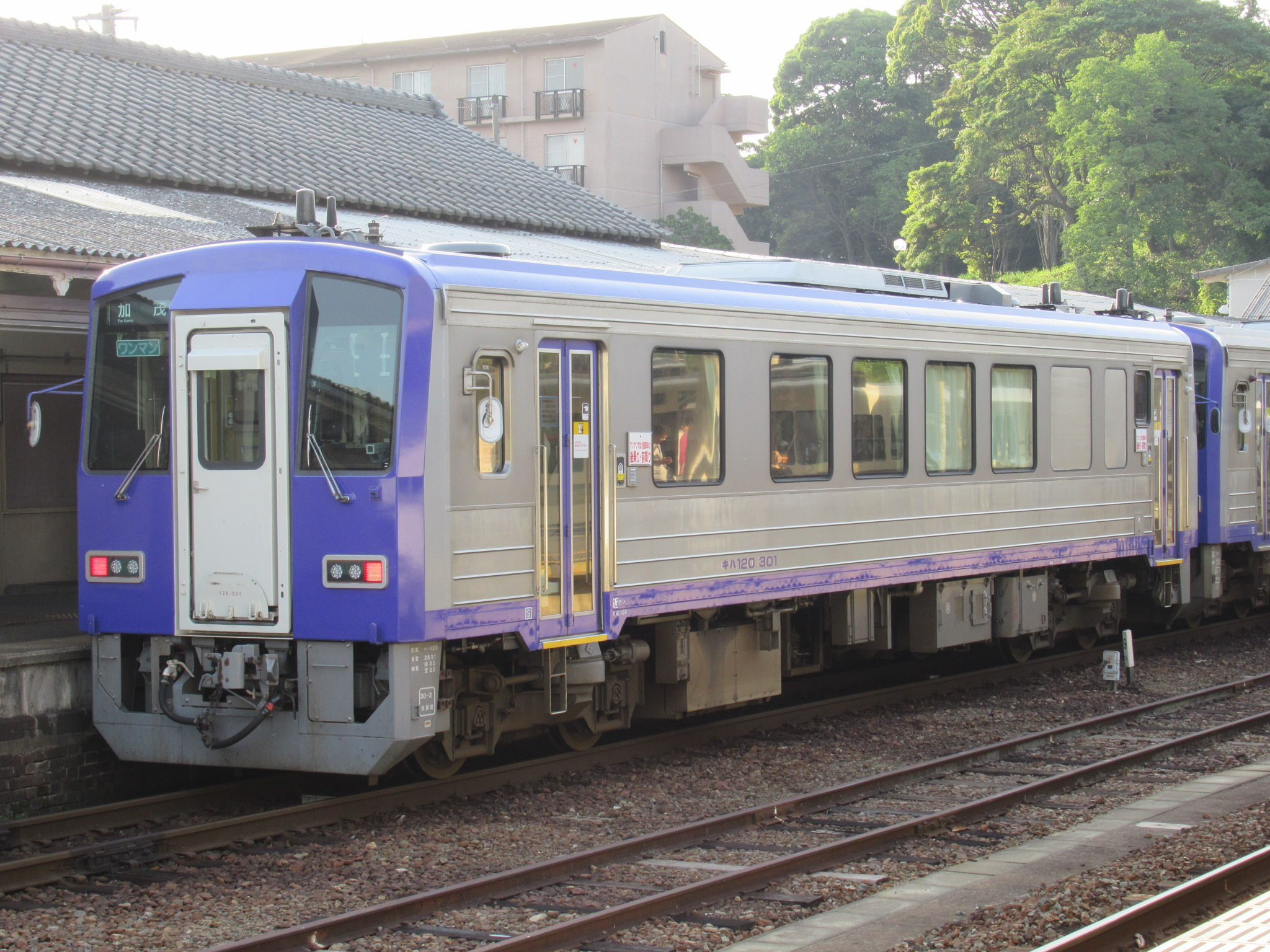
キハ120 301 柘植駅
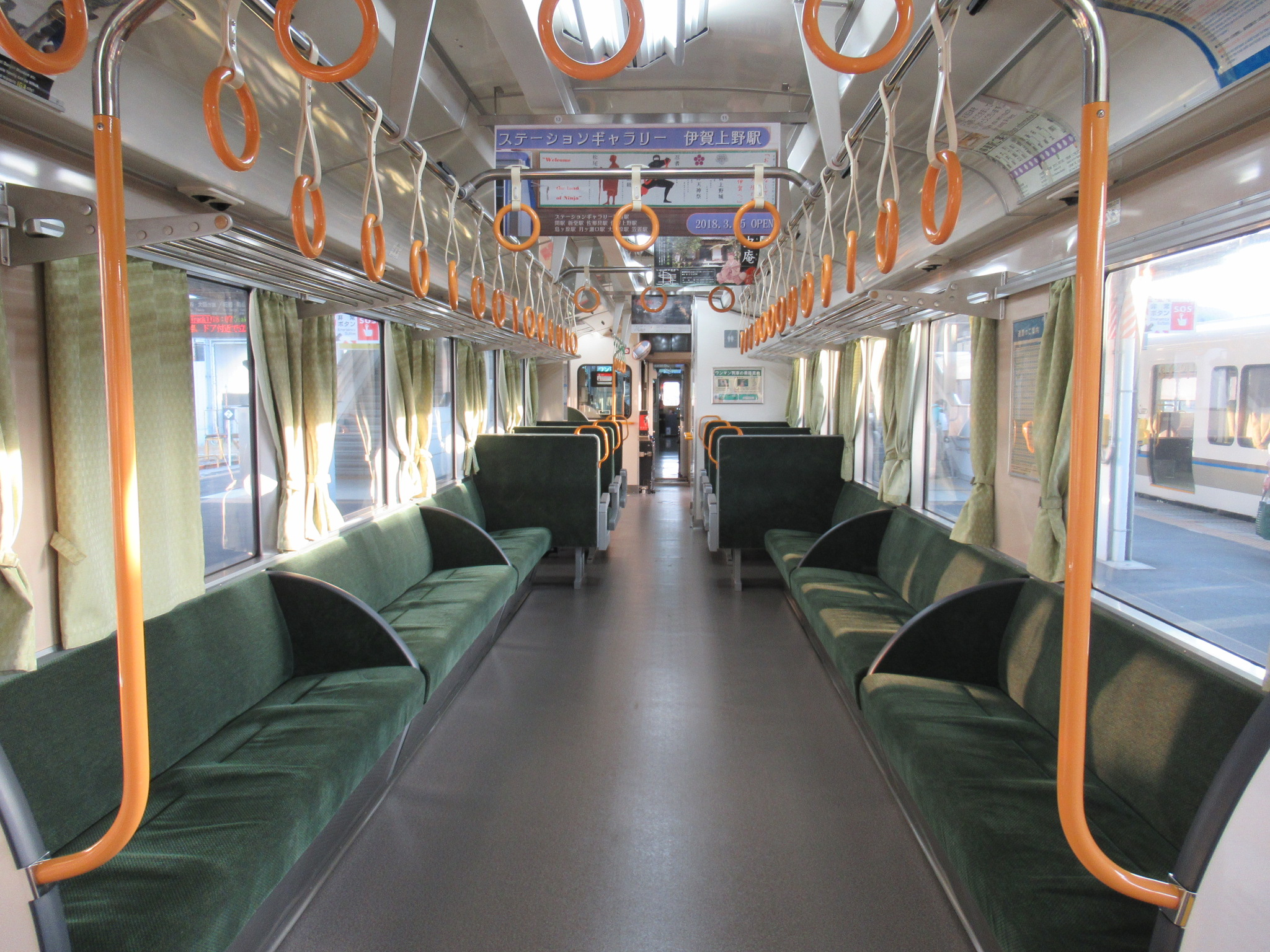
キハ120 301車内
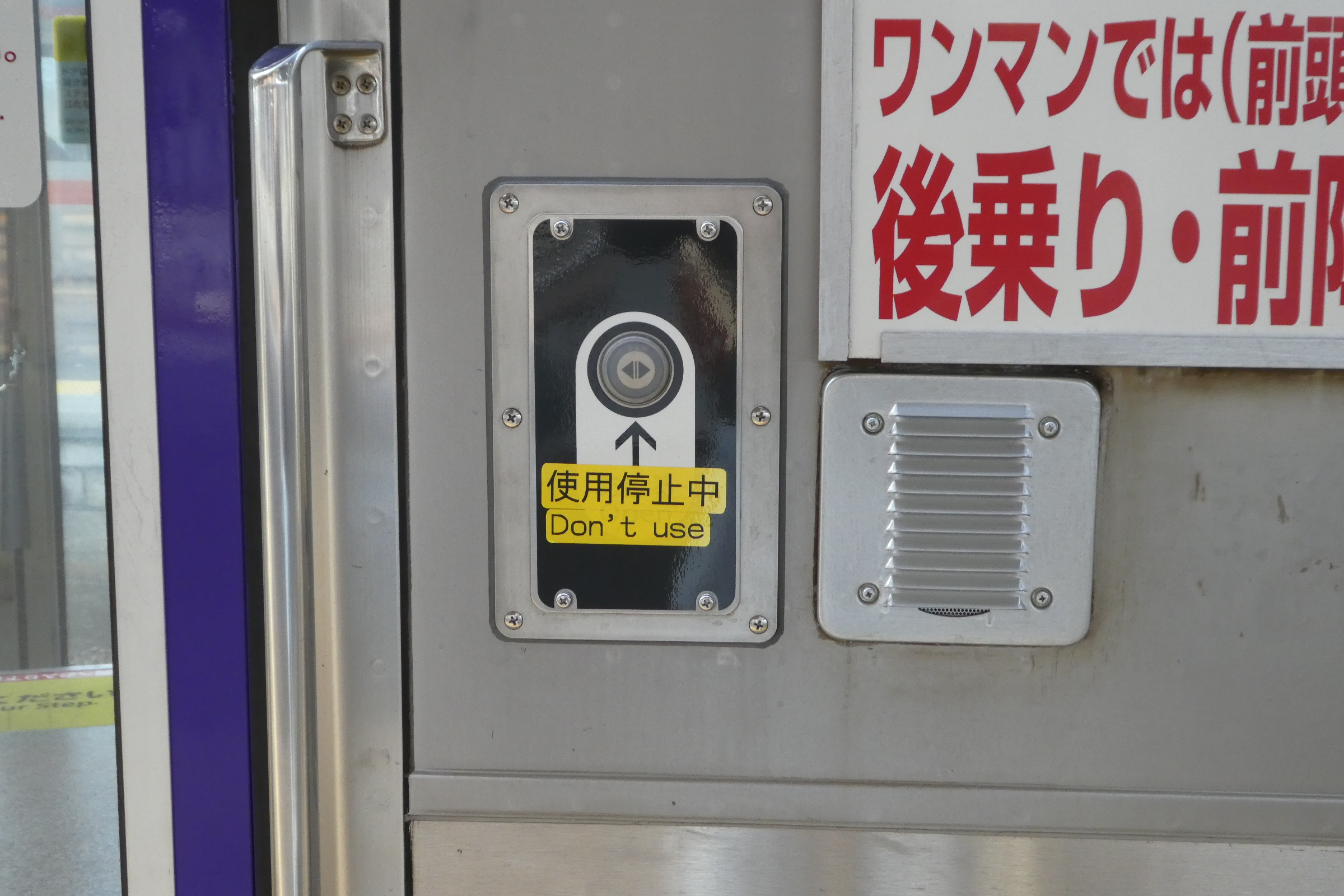
キハ120 306 外側ドアボタン
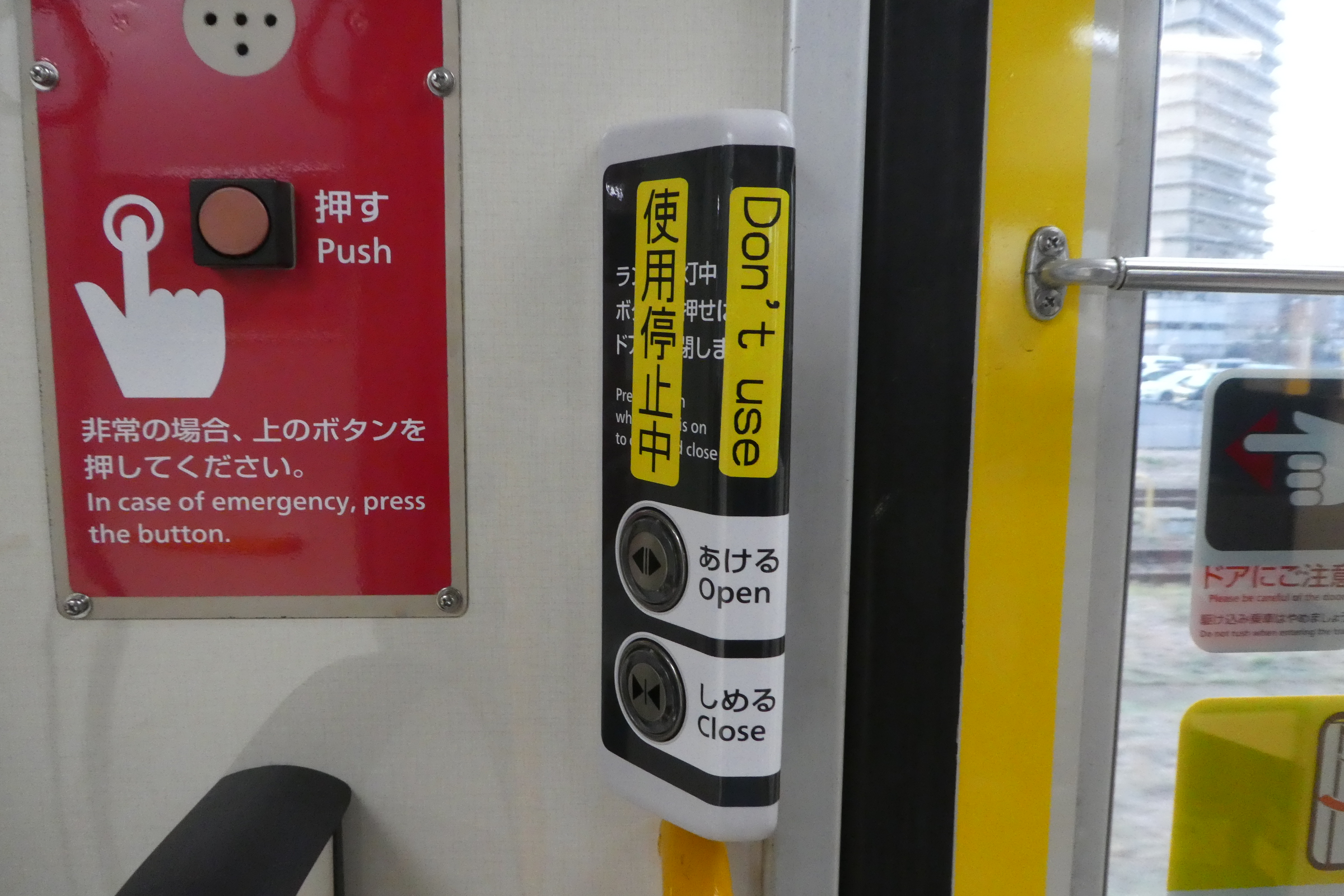
キハ120 306 内側ドアボタン

### 車載ICOCA取り付け
2021年3月13日ダイヤ改正で関西本線（亀山駅 - 加茂駅）でICOCAサービスが開始されることに伴い、亀山鉄道部所属の車両に対して2021年2月までに車載ICOCAの取り付けが行われた。改造箇所は網干総合車両所（定期検査併施）および後藤総合車両所（リニューアル工事併施）である。

### その他
一部の車両ではスカートの延長工事、気笛の変更、ウィンドウォッシャーの取り付け、列車接近警報装置の取り付けおよびエンジンを低公害のSA6D125-HE1への換装などが行われている。

## 車両配置と運用線区
2021年4月1日現在の車両配置は下記のとおり。キハ40系等の従来型気動車とは総括制御を行うことができないため、従来車とは完全に分離された運用が組まれている。
キハ120形の導入された路線では、沿線の活性化と観光振興のため各路線でラッピング車も運行されている。
各社に投入されたNDCシリーズ第一世代モデルが次々に運用を離脱する中、2020年現在でも事故廃車となった1両を除いて休廃車が発生することなく、製造された89両のうち88両が運用されている。

### 関西地区

#### 関西本線
関西本線亀山駅 - 加茂駅間の普通列車向けには1993年から1994年にかけてキハ120形0番台・300番台（7 - 16・301 - 306）が亀山鉄道部に新製配置され、従来のキハ58系などが置き換えられた。車体塗色は前面と屋根・裾部が紫となっている。
2017年にはキハ120 12が「お茶の京都博」をPRするラッピング列車「山城列茶」となった。
2023年にはキハ120 7及び8が「お茶の京都トレイン」として運行が開始された。
2021年4月1日現在では吹田総合車両所京都支所亀山派出所に0番台8両（7・8・11 - 16）と300番台6両（301 - 306）が配置され、関西本線（亀山駅 - 加茂駅）間で運用されている。2001年3月までは木津駅経由で奈良駅まで入線していた。大多数の列車が2両編成で運転されている。

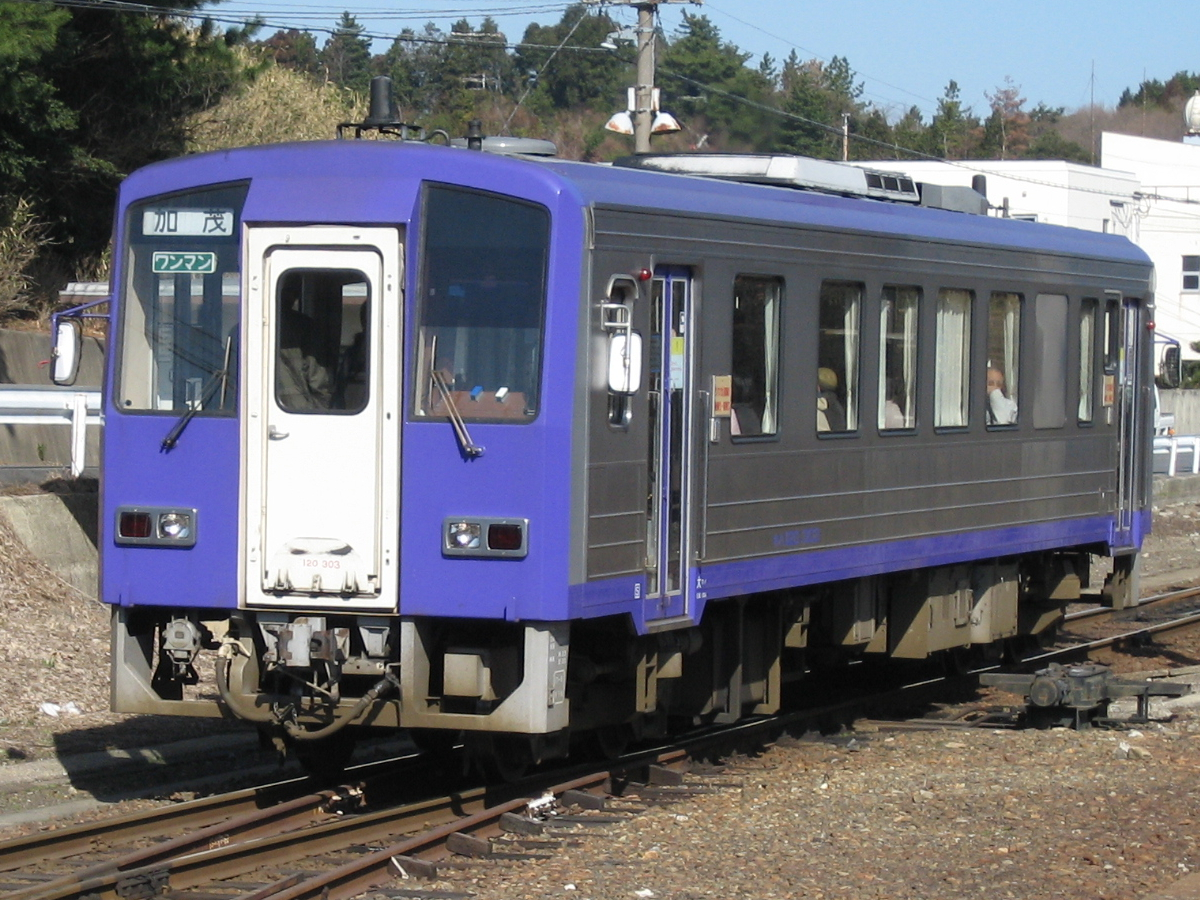
300番台（関西本線）
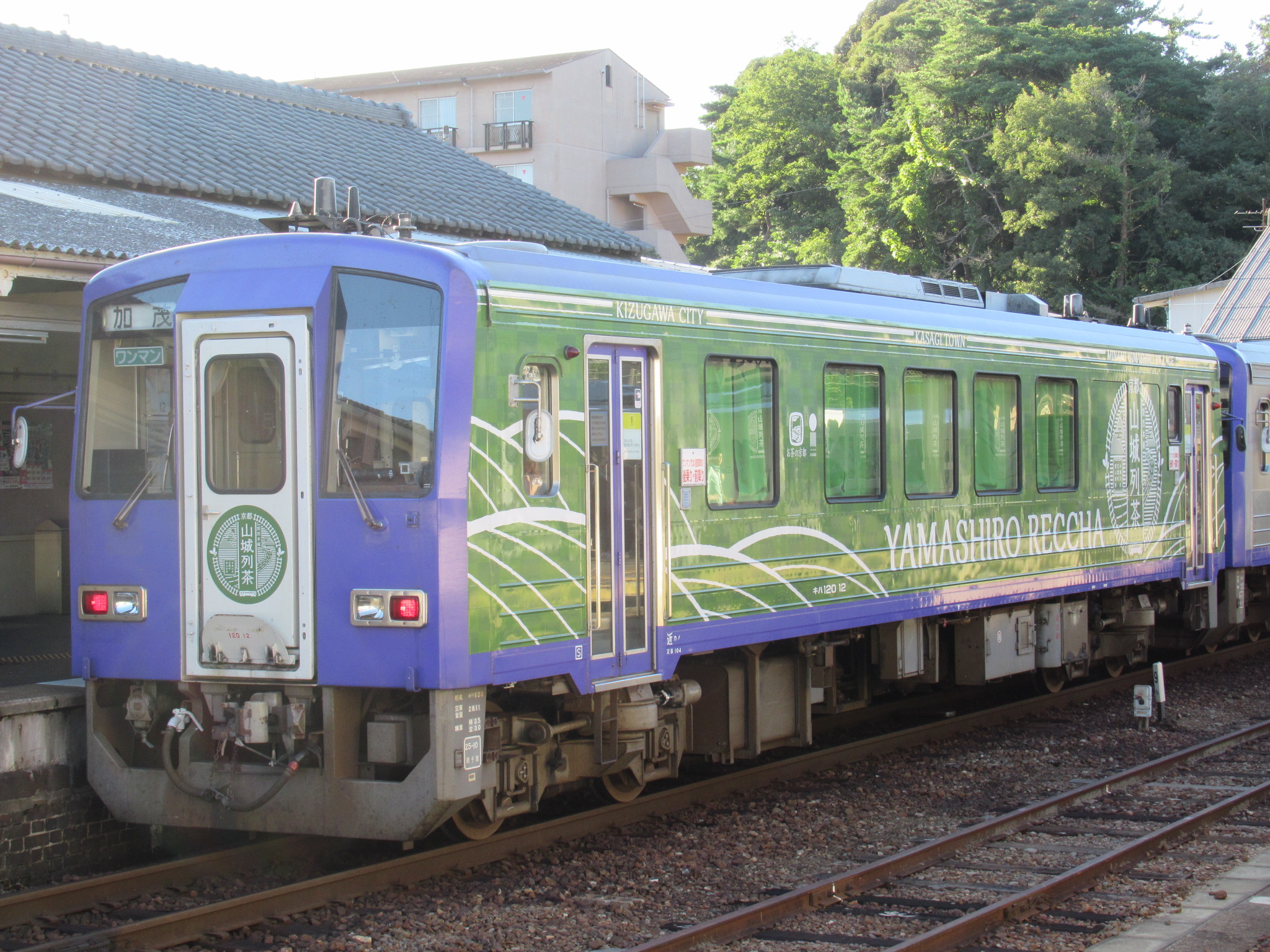
キハ120 12「山城列茶」ラッピング
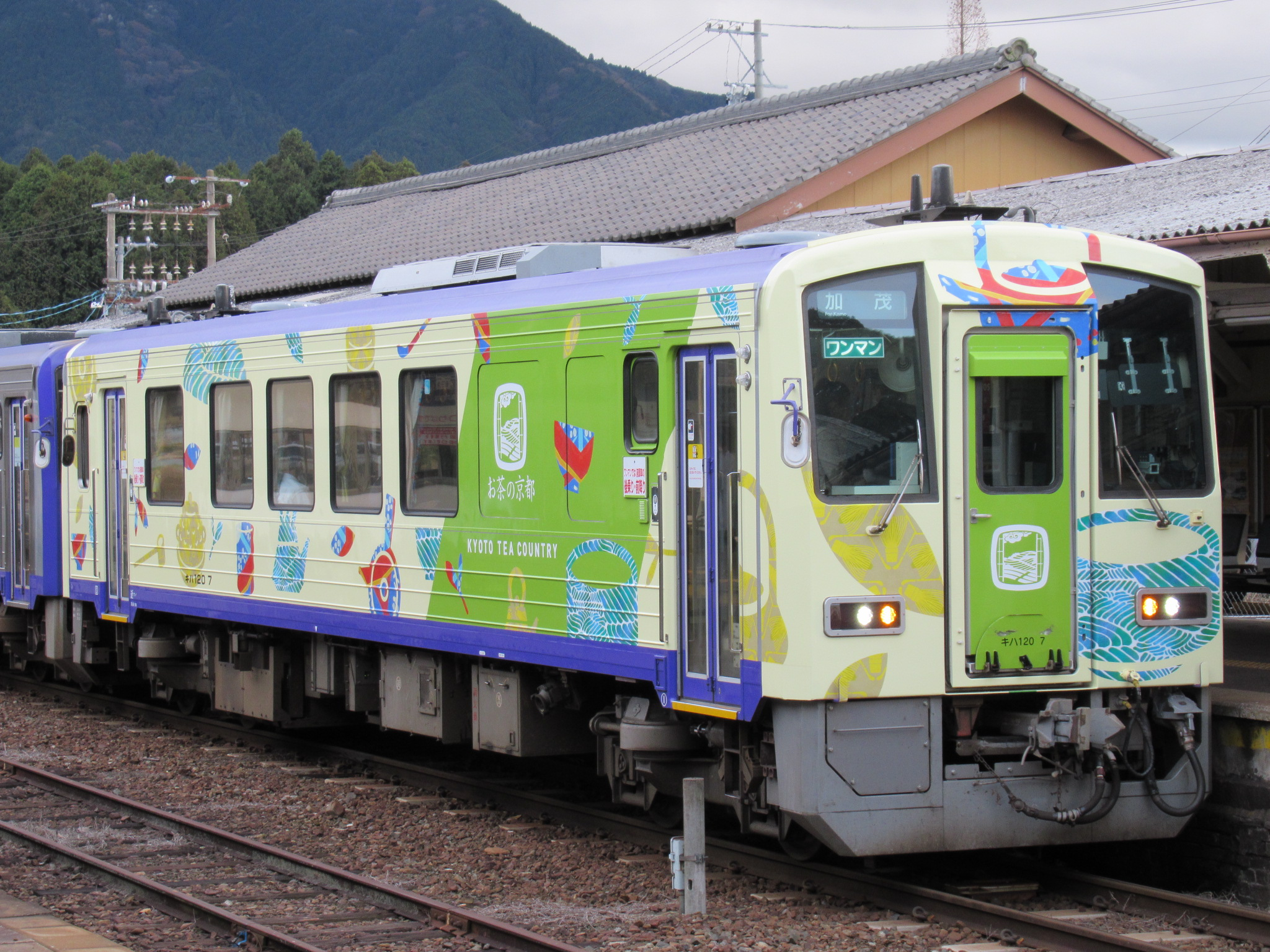
キハ120 7「お茶の京都トレイン」

### 北陸地区

#### 越美北線
越美北線には1992年に200番台201 - 206が越前大野鉄道部に新製配置され、従来のキハ52形・キハ23形が置き換えられた。塗色は白地に緑のグラデーションのブロックパターンで、白山連峰の山並みをオリーブグリーンの長方形で表現し、ベースカラーのライトグレーとグラデーションは大野盆地の霧の深さを表現している。キハ120 206は後に木次線へ転用された。
2010年には越美北線開通50周年イベントの一環として3両がラッピング車両となった。非ラッピング車両であった203・201はJR西日本の鋼製気動車単色化により2011年に朱色5号に塗装変更され、従来の越美北線色は消滅した。
越美北線用の車両は、キハ120-204・205を除く3両が沿線自治体とのタイアップによるラッピング車となっている。2014年から2019年にかけては大野市ラッピング「恐竜・化石号」（キハ120-201）、福井市ラッピング「一乗谷 DISCOVERY PROJECT号」（キハ120-202、203）が運行されていた。
越前大野鉄道部から福井地域鉄道部を経て敦賀地域鉄道部に移管されたのち、2021年4月1日現在では金沢総合車両所敦賀支所（2024年3月組織再編により金沢車両区敦賀支所）に200番台5両（201 - 205）が配置されている。越美北線全線（ハピラインふくい線越前花堂駅 - 福井駅間含む）で運用されている。一部に2両編成の運転もあるが基本的に1両運転。

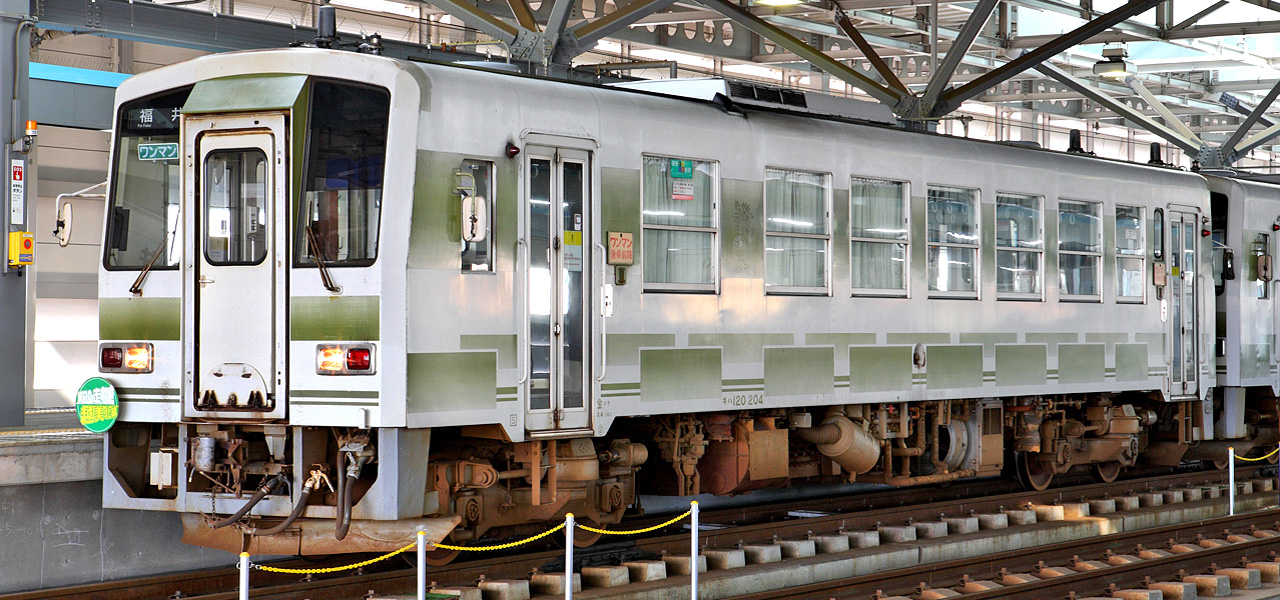
200番台（越美北線・旧塗装）
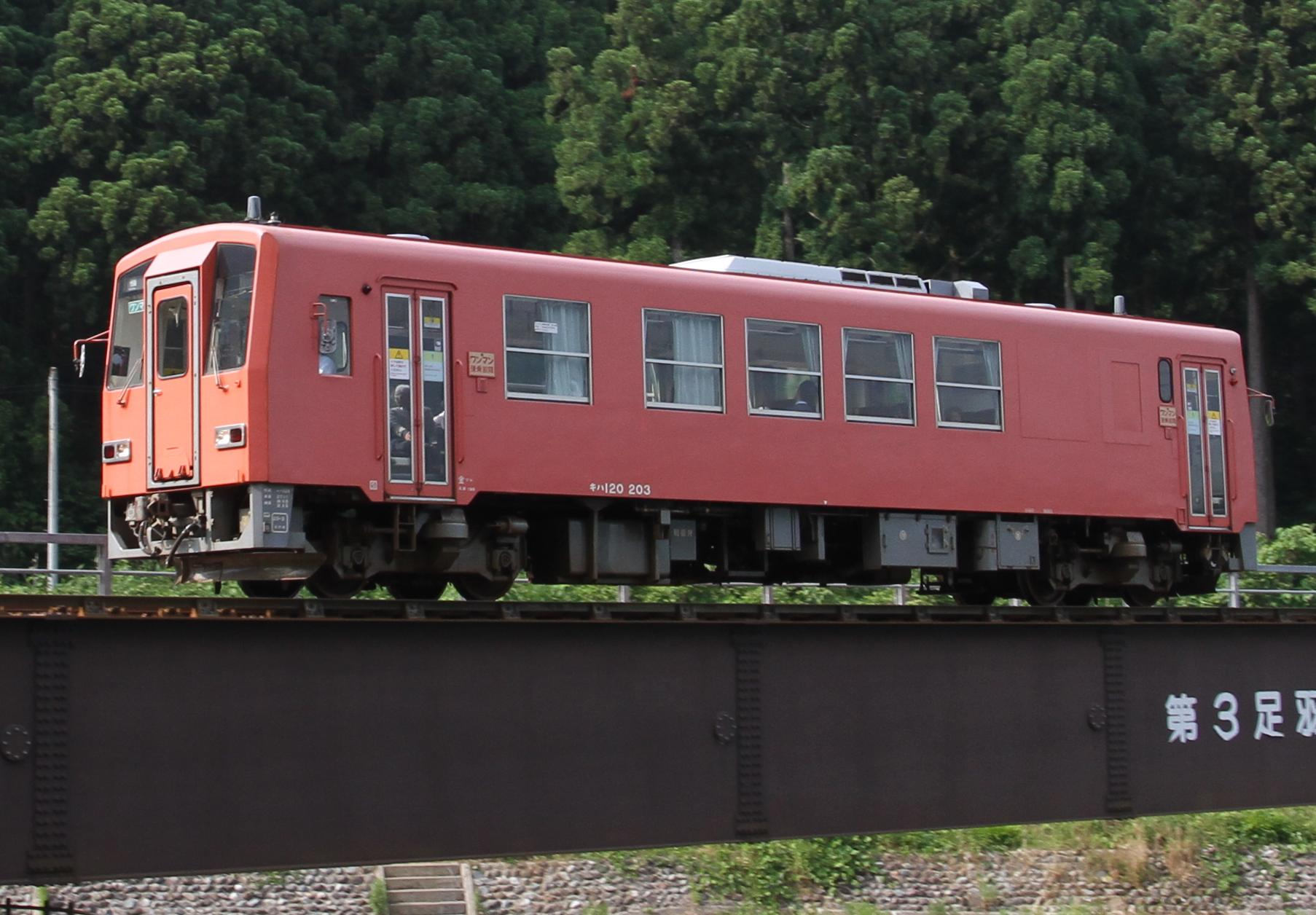
200番台（越美北線・新塗装）
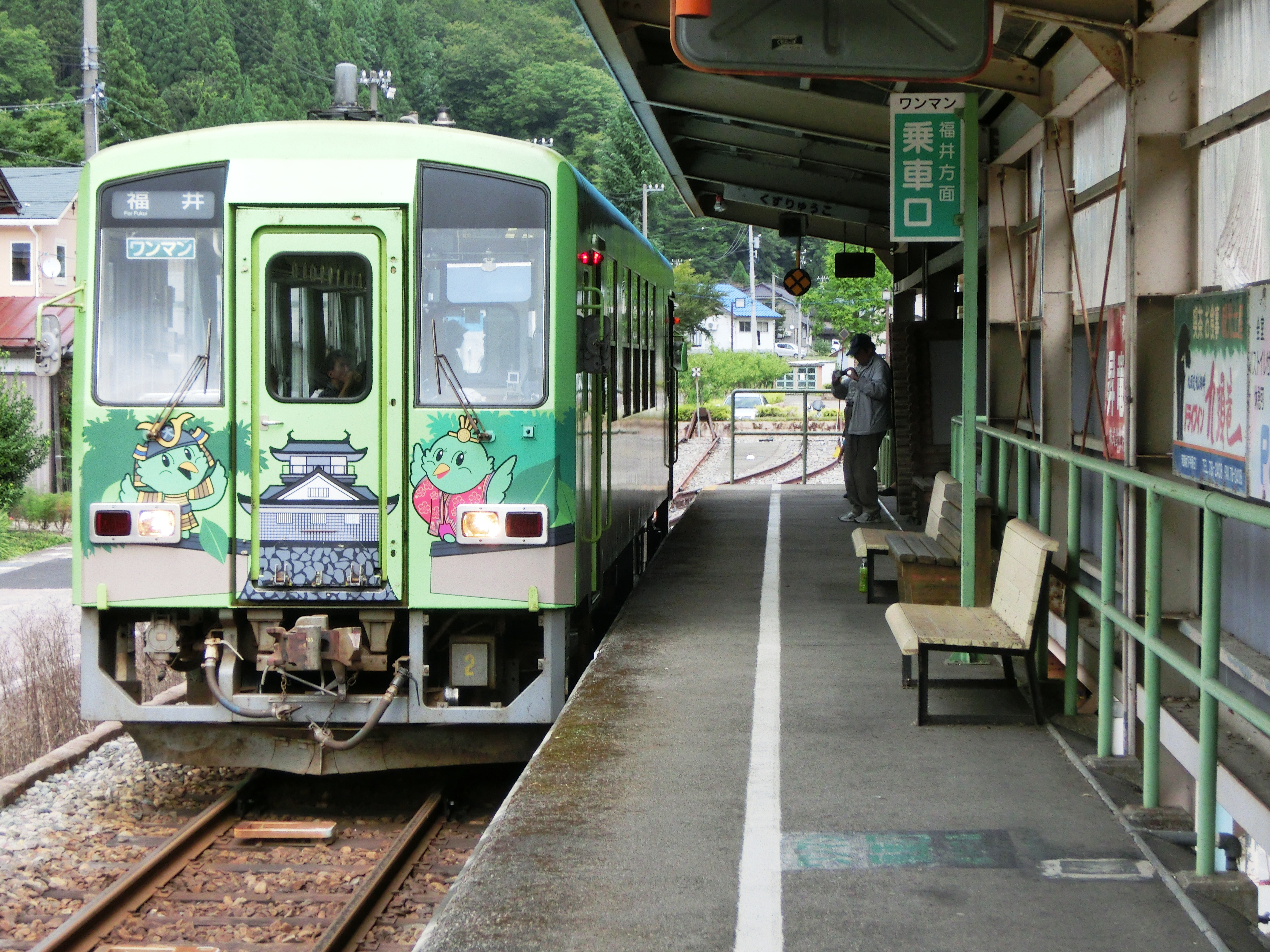
「越美北線九頭竜湖号」

#### 高山本線
高山本線（猪谷駅 - 富山駅間）向けには1996年に300番台344 - 352が投入され、従来のキハ58系などが置き換え対象となった。車体塗色は窓上に緑、腰部に赤と黄のストライプで前面は富山側が朱色・猪谷側が緑（高山本線基準）となっている。
2013年には新山口支所から0番台 (22) が転属した。塗装は美祢色のままである。
2021年4月1日現在で高山本線用には金沢総合車両所富山支所に12両（22・318・331・344 - 352）が配置されている。キハ58系の運用終了により2011年3月12日以降の高山本線猪谷駅 - 富山駅間の普通列車は基本的にこの車両で運転されている。常に2両編成で運転されるが、過去には1両・3両・4両編成で運転される列車もあった。4両編成は「おわら風の盆」開催に伴う臨時列車運転や定期列車増結で実績がある。
2003年10月1日ダイヤ改正前までは東海旅客鉄道（JR東海）高山駅まで車掌乗務で入線していた。これが2024年3月15日以前に本形式が他社線で営業運転された唯一の例である。富山ライトレールに移管される前の富山港線でもワンマン運転を実施するために日中に単行運用があった。

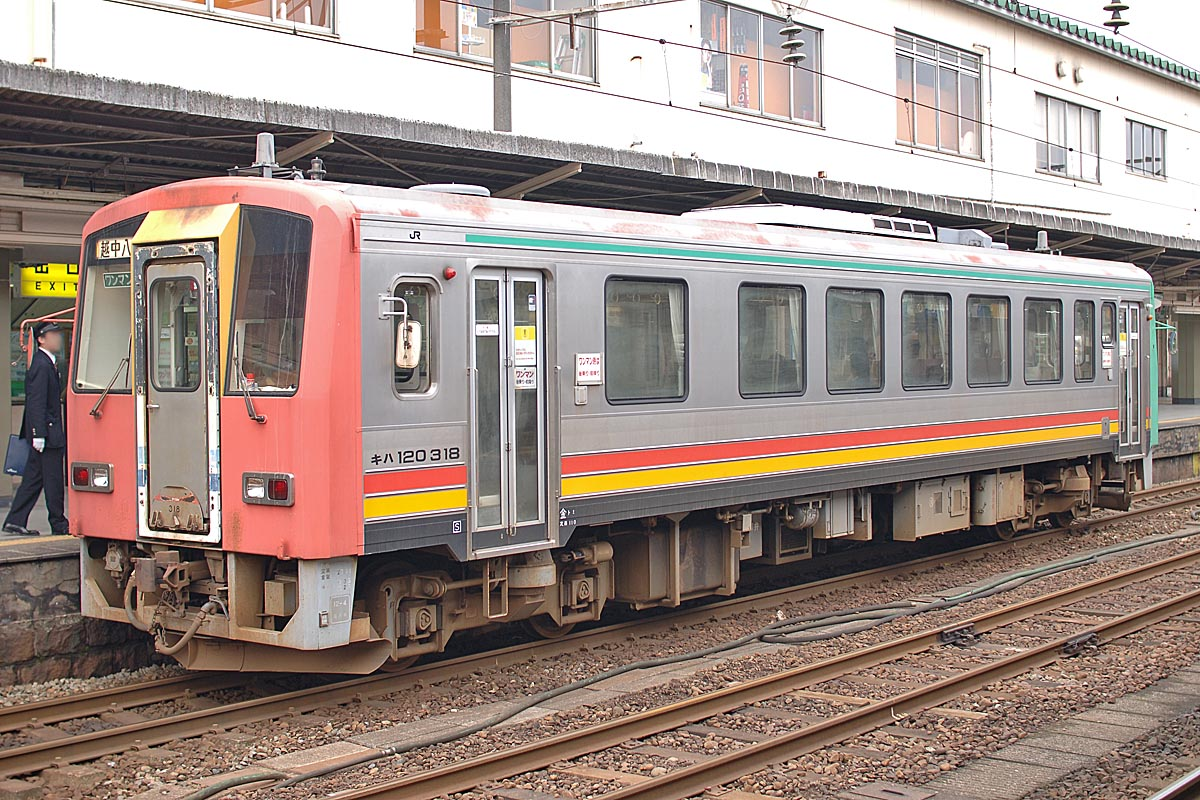
300番台（高山本線、幌に美祢線時代の塗装が残っている。）
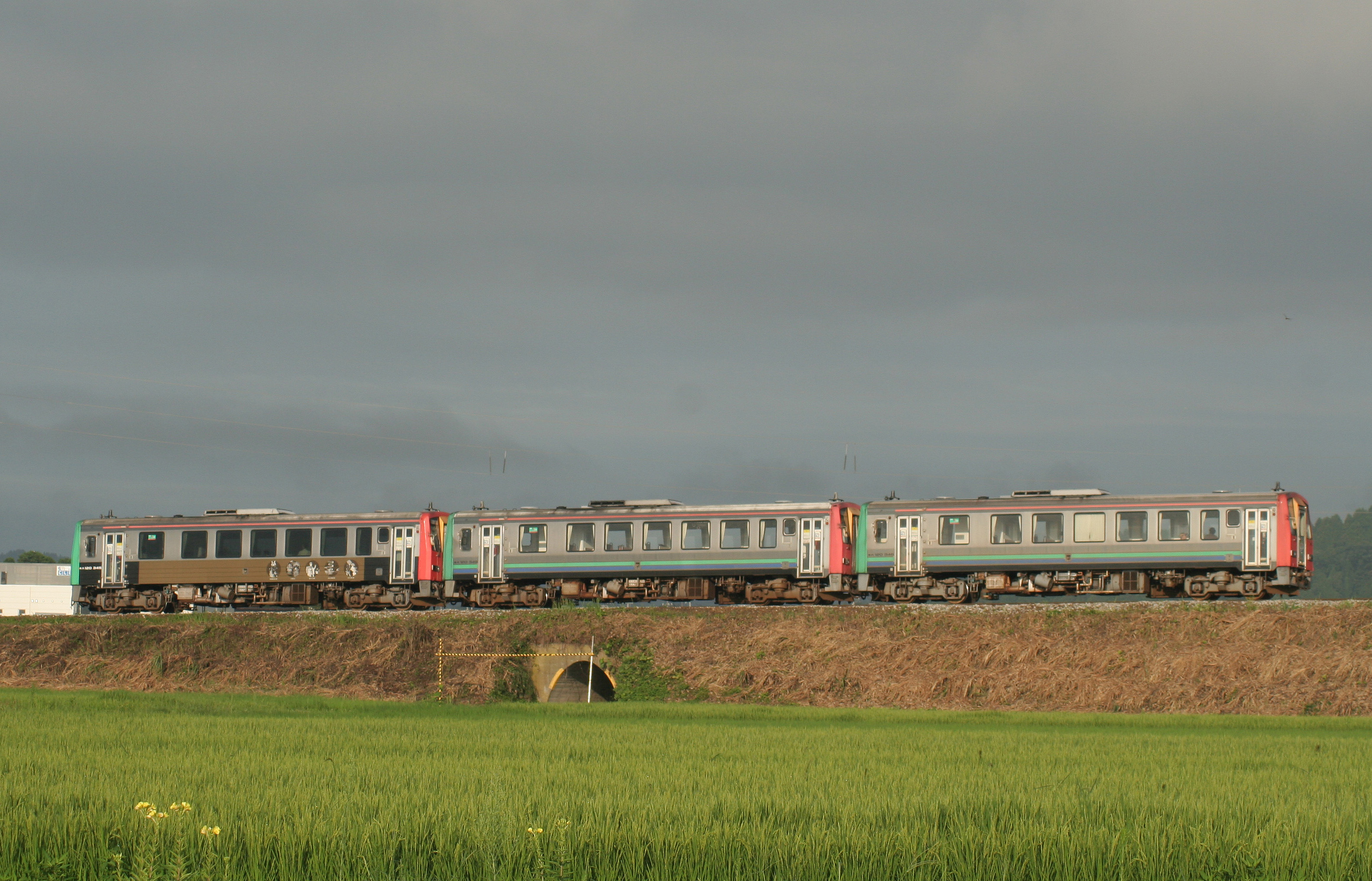
高山本線・観光用ラッピング（左）

#### 大糸線
大糸線では南小谷駅 - 糸魚川駅間で運用されていたキハ52形の老朽化に伴い岡山気動車区から富山地域鉄道部に転属のキハ120形に置き換えられ、2010年3月13日のダイヤ改正から運転を開始した。塗装は岡山所属時代の窓上下に橙色、腰部に赤の帯を配したカラーリングのまま使用されている。
2021年4月1日現在では金沢総合車両所富山支所に3両（329・341・354）が配置され、糸魚川運転派出に常駐する。南小谷駅 - 糸魚川駅間で運用されており、基本的に1両で運転されるが多客期には2両に増結される。

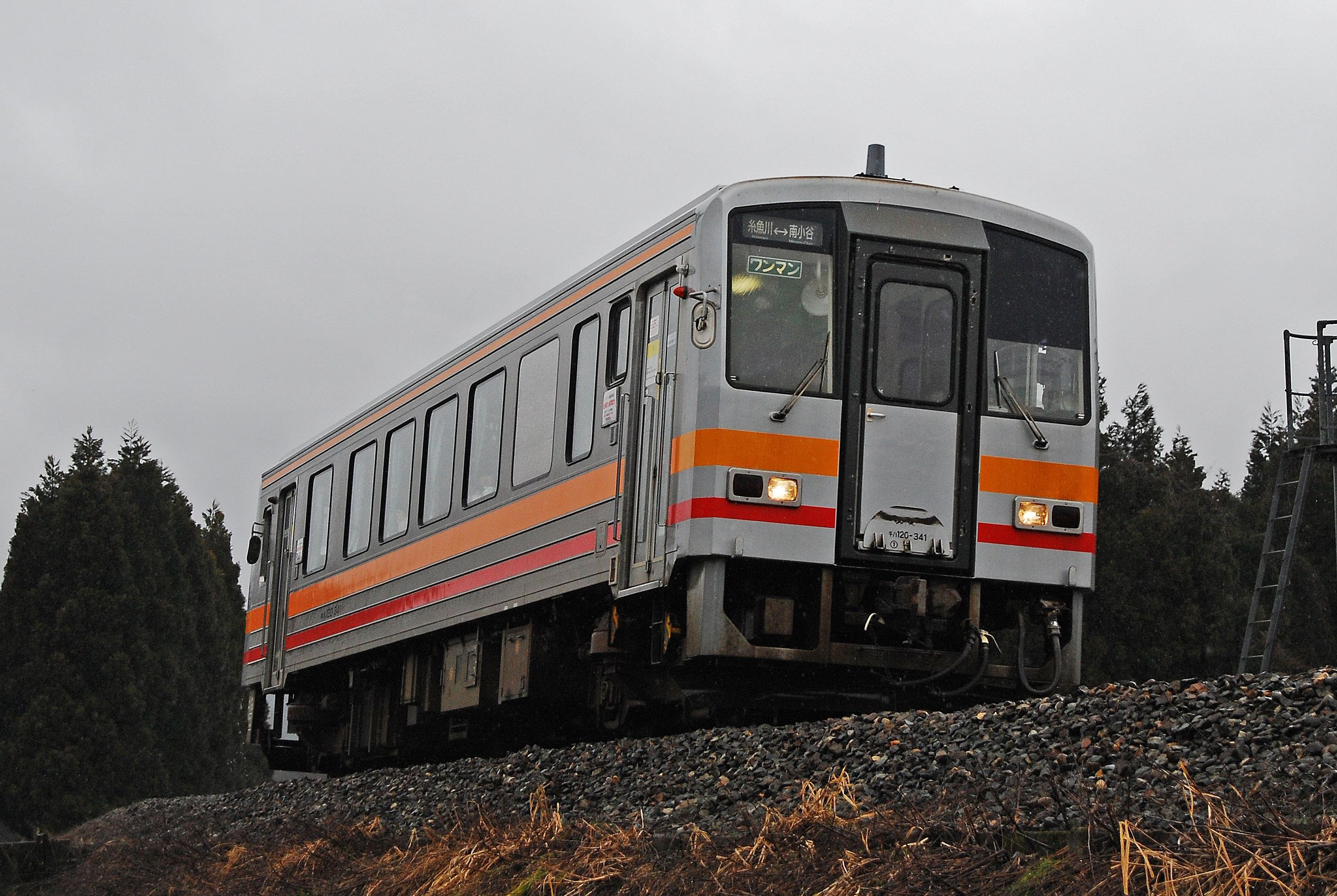
300番台（大糸線）

### 中国地区
中国地方の各支社を統合した組織改正の一環として2022年10月1日付で西日本旅客鉄道中国統括本部が設立された。

#### 木次線
木次線には1992年に200番台2両（207・208）、1993年に0番台6両（1 - 6）が米子運転所に新製配置され、従来のキハ40・52・53形が置き換えられた。200番台の塗装は奥出雲を流れる斐伊川の渓谷美をイメージしたもので、深緑は沿線の奥深い森、萌黄色は新緑の息吹、山吹色は夕日に映える紅葉が表現された。ステンレス車体の0番台では前面は萌黄色をベースに山吹色と深緑の細帯を配し、側面は前面と繋がる山吹色と深緑の帯が配された。
200番台は2009年以降の鋼製気動車単色化により全車両が朱色5号へ塗装変更された。
木次鉄道部への転属を経て、2021年4月1日現在では後藤総合車両所出雲支所に0番台5両（1 - 5）と200番台3両（206 - 208）が配置されている、0番台・200番台の共通運用で、木次線全線と山陰本線松江駅 - 宍道駅間で運用されている。基本的に1両だが、一部列車が2両編成で運転される。過去には最長で4両編成（このうち後2両は回送）が定期列車で存在した。
木次線利活用推進協議会は木次線の魅力向上のため、2022年10月14日の臨時総会で「次へつなごう、木次線。RAIL is BATON」というブランディングキャッチコピーを決定するとともに、木次線の沿線風景や歴史をテーマとしたラッピングが4両(1-4)にそれぞれ異なるデザインで実施することを決定、翌2023年1月13日より同線で運行を開始した。各ラッピングには愛称が一般公募により設けられ、車両番号1から4の順に「たたら」「たなだ」「さくら」「しんわ」となった(デビュー順は車両番号で3,4,2,1の順)。

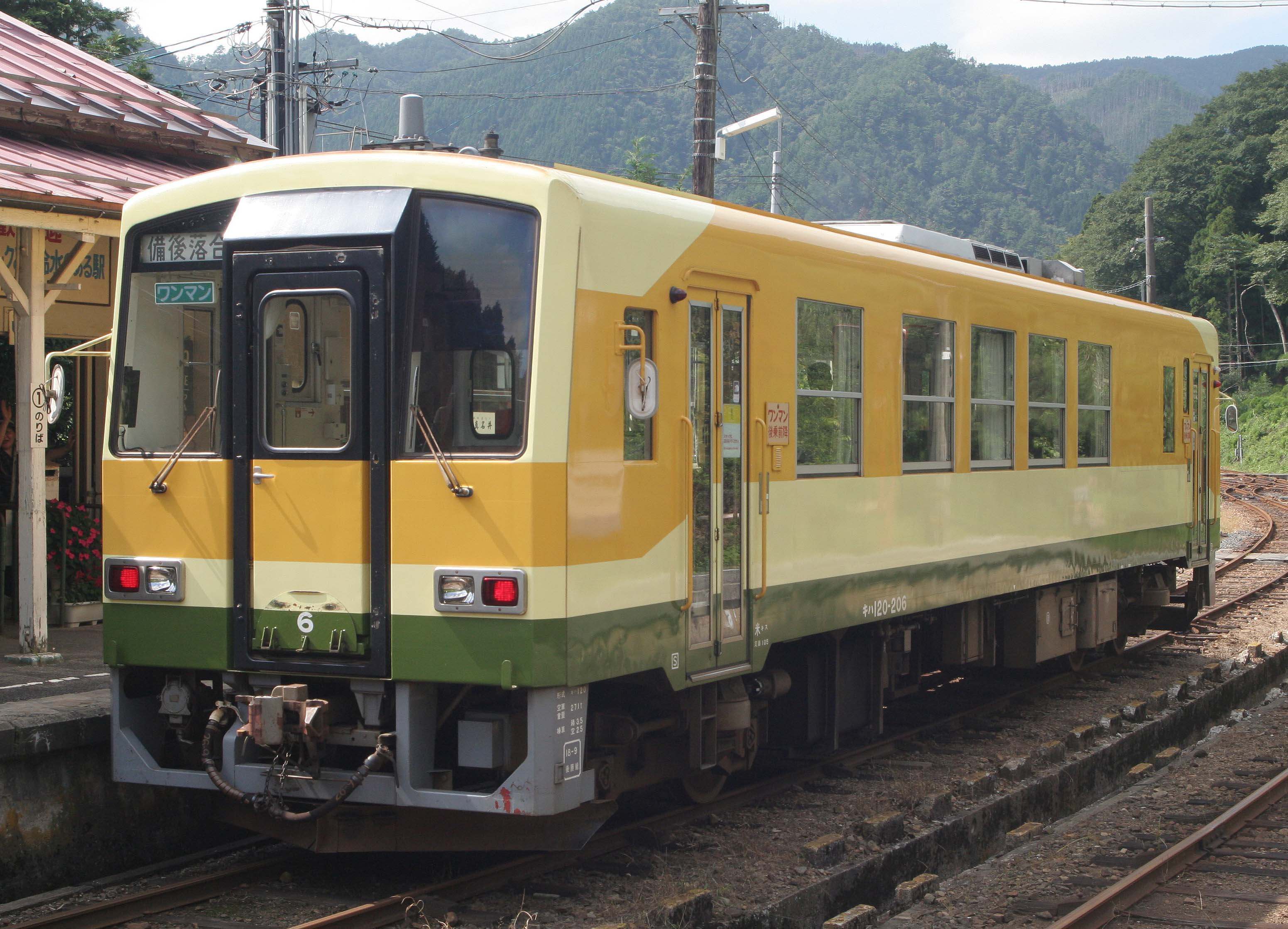
200番台（木次線・旧塗装）
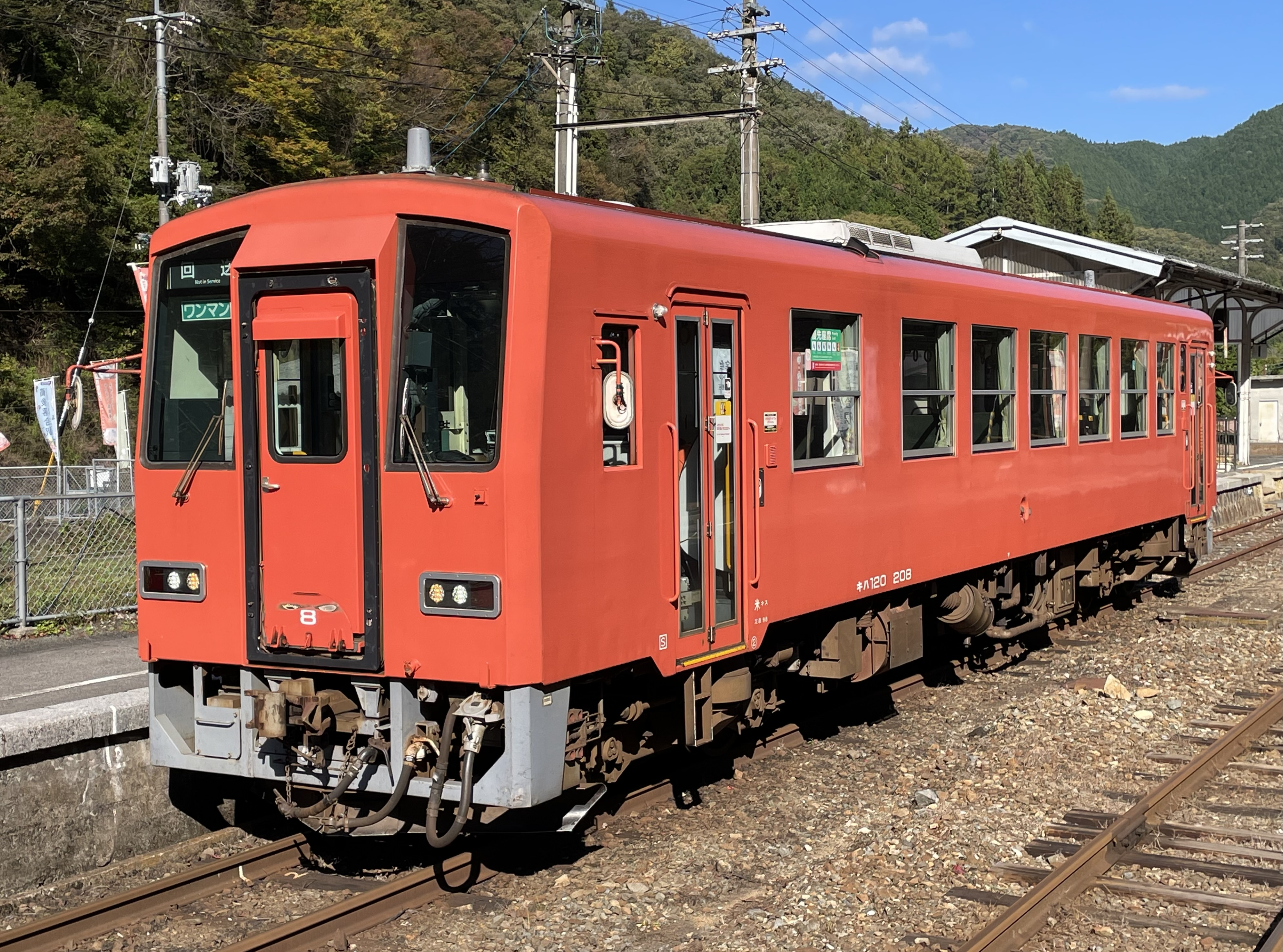
200番台（木次線・新塗装・リニューアル後）
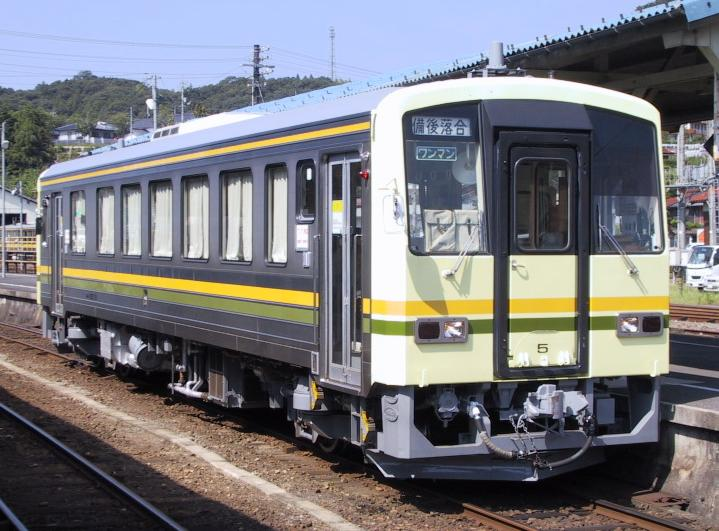
0番台（木次線）
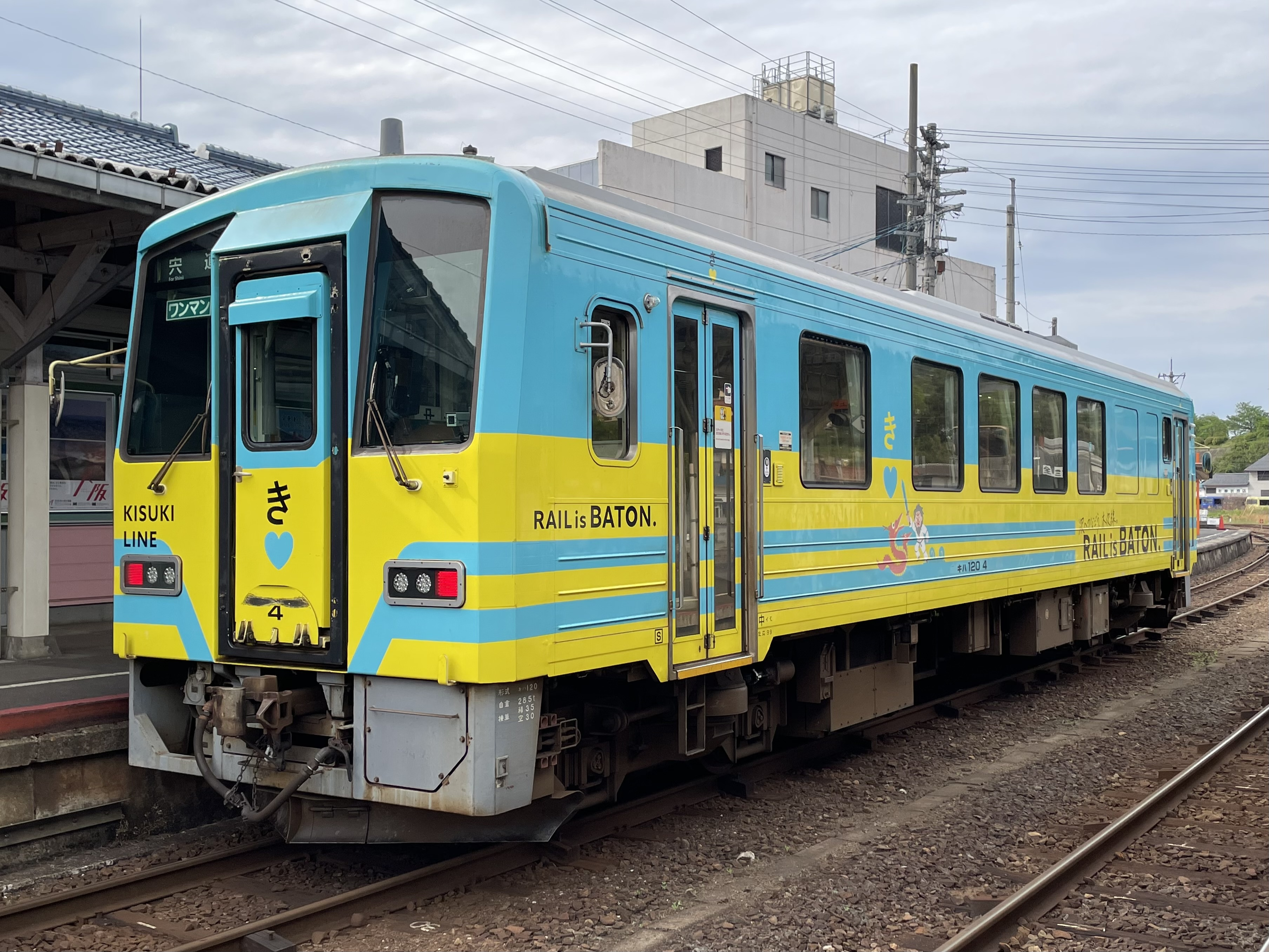
木次線のラッピング車両「しんわ」

#### 三江線・山陰本線
三江線・山陰本線の浜田地区向けには1994年に300番台が浜田鉄道部に配置され、従来のキハ40系などが置き換えられた。塗色は窓上に赤、窓下に濃淡2色の青帯、前面が白である。
三江線での運用は2018年（平成30年）4月1日の三江線廃止により終了した。廃止前の乗客増加に対応するため、通常1両編成のところを下関総合車両所広島支所や木次鉄道部から借り入れたキハ120形も増結して対応された。
大糸線用車両のリニューアル工事による車両不足を補填するため、2019年1月-同年3月まで317が金沢総合車両所富山支所糸魚川運転派出に貸し出され、代走を行っていた。また芸備線の脱線事故で廃車となった358号に代わって、357号が2020年5月1日付で浜田鉄道部から岡山気動車区へ移籍した。
2021年4月1日現在では浜田鉄道部に300番台13両（307 - 317・319・321）が配置され、山陰本線出雲市駅 - 益田駅間で運用されている。全車両にリニューアル工事施工済み。

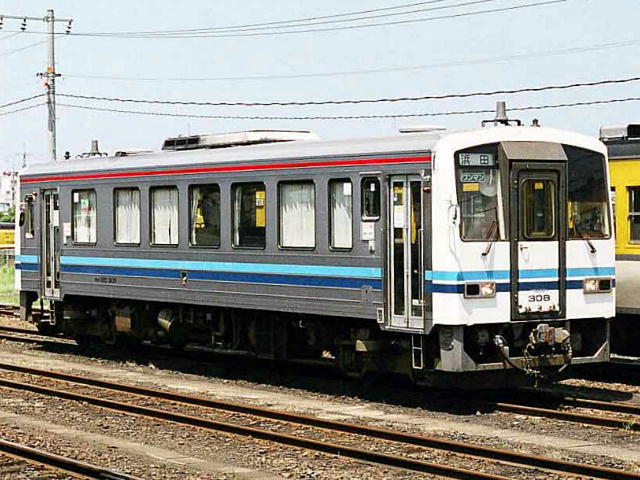
300番台（浜田地区・前照灯交換前）
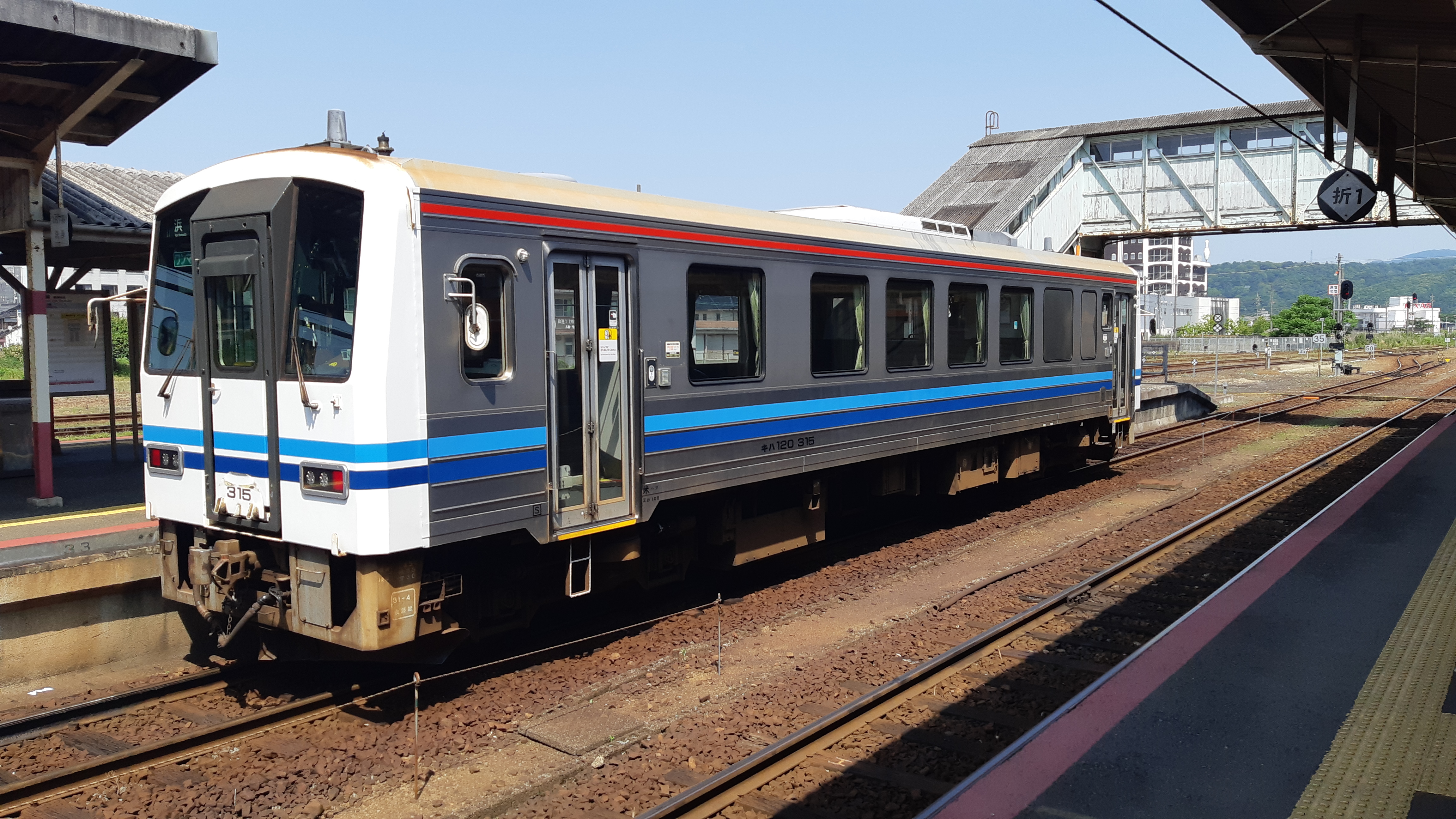
300番台 (浜田地区・リニューアル施工済み)

#### 岡山地区
岡山地区へは1995年から1996年にかけて姫新線・津山線・因美線・芸備線向けに300番台の328 - 330・334 - 343・353 - 359が津山鉄道部に新製配置され、従来のキハ45系などが置き換えられた。車体塗色は窓上下に橙色、腰部に赤帯である。
2010年には大糸線のキハ52形置き換えのため3両が転出した。2013年から1年間は美作の国1400年記念で岸本斉史の漫画「NARUTO」が描かれたラッピング列車がキハ47形とともに運行された。前記の通り2015年に岡山支社所属の全車両のデジタル運賃表示機が液晶ディスプレイタイプに更新された。
358は、2020年3月に芸備線の東城駅 - 備後八幡駅間で発生した脱線事故により現地解体され、代わりに357が浜田から転入した。357の車体色は浜田色のままである。
2021年4月1日現在は後藤総合車両所岡山気動車支所に300番台16両（328・330・334 - 340・342・343・353・355 - 357・359）が在籍、以下の路線で運用されている。基本的に1両による運用であるが、一部路線は2両編成で運転される。津山線や姫新線ではキハ40系の運用も残っているため完全置き換えには至っていない。
- 津山線全線
- 因美線智頭駅 - 東津山駅間
- 姫新線佐用駅 - 新見駅間
- 伯備線新見駅 - 備中神代駅間（芸備線の列車として運用）
- 芸備線備中神代駅 - 備後落合駅間

2014年3月のダイヤ改正から2022年3月のダイヤ改正まで、伯備線新見駅 - 伯耆大山駅間と山陰本線伯耆大山駅 - 米子駅間の運用があった。
2022年12月4日には岡山県の玉野市電保存会が企画した「守ろう芸備線急行たいしゃくの旅」が催行され、キハ120形による団体臨時列車「急行たいしゃく」が岡山 - 倉敷 - 備後落合間（伯備線・芸備線経由）で運転された。この列車に使用されたキハ120-338の両先頭部には芸備線で1962年から2002年まで運行されていた準急・急行「たいしゃく」の愛称名が入ったヘッドマークが掲出された。

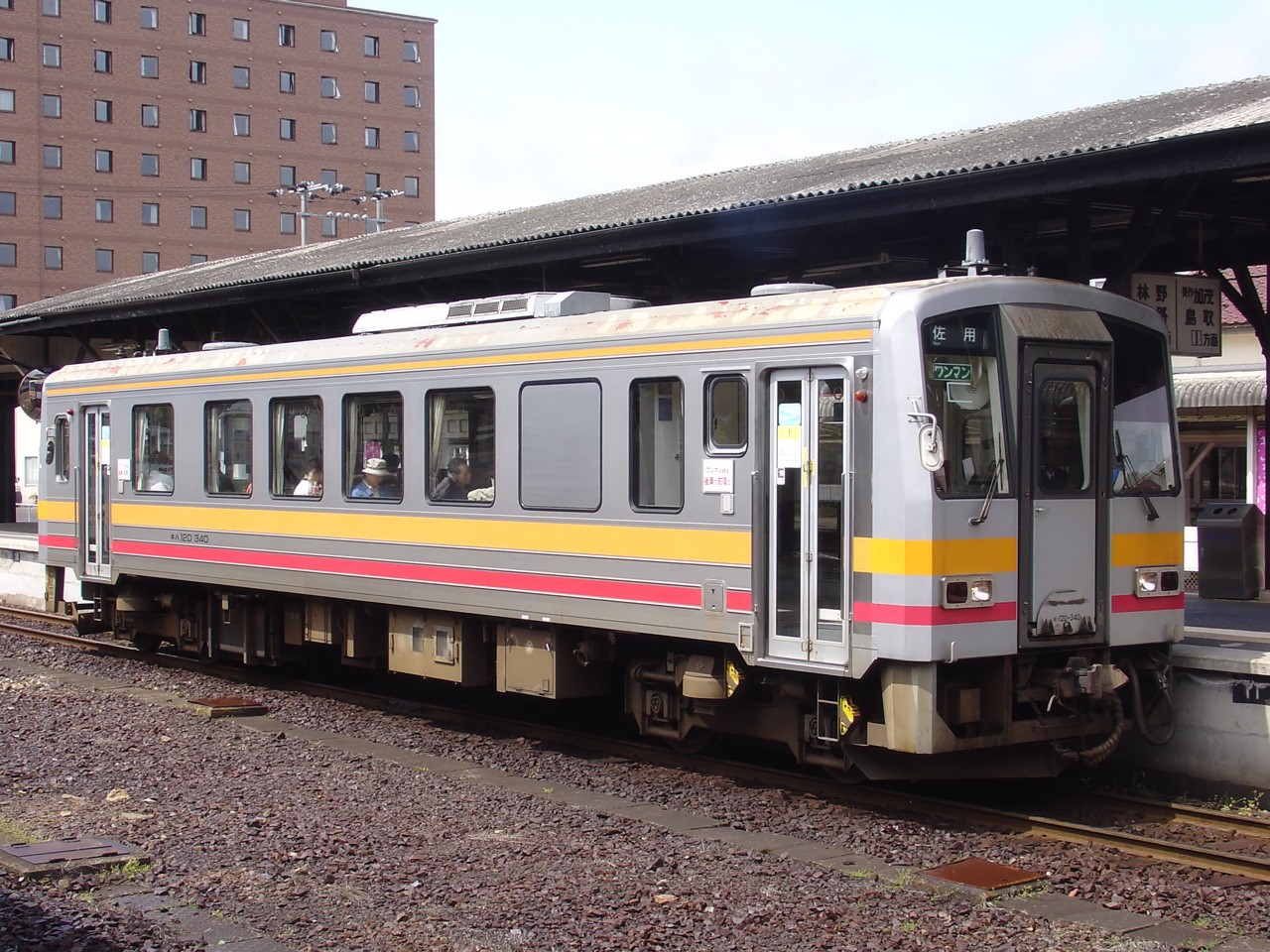
キハ120 340（便所設置改造後）
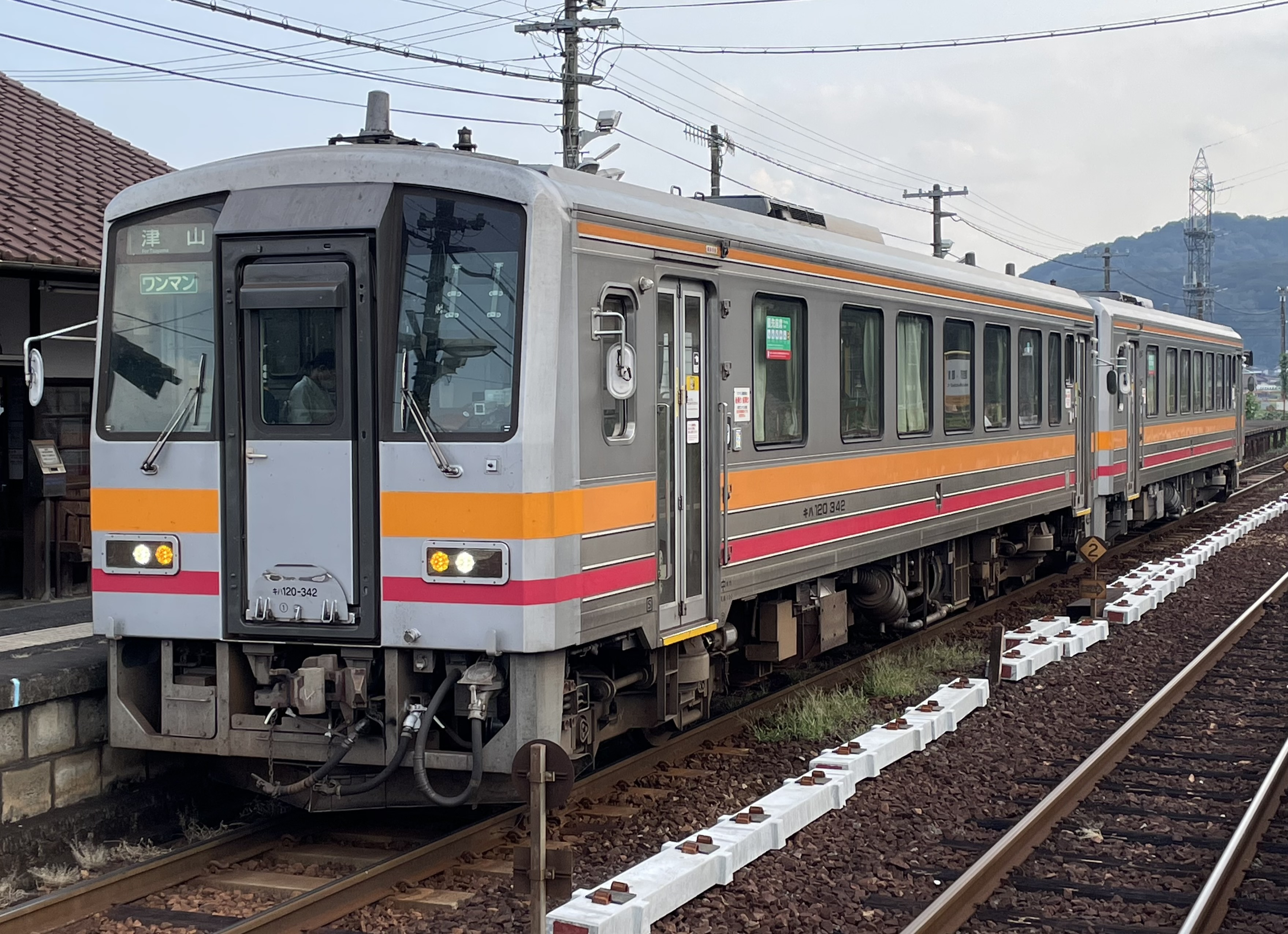
キハ120 342（リニューアル後）

#### 芸備線・福塩線
芸備線・福塩線向けには300番台の322 - 327・331 - 333が広島運転所に新製配置され、従来のキハ45系などが置き換えられた。車体塗色は前面は灰色塗装に窓回りが黒、窓より下に青紫と青色の帯である。
2021年4月1日現在では下関総合車両所広島支所に0番台3両（6・17・21）と300番台7両（320・322・324・326・327・332・333）の10両が配置されている。三次鉄道部に常駐しており、芸備線広島駅 - 備後落合駅間（主に三次駅 - 備後落合駅間）および福塩線府中駅 - 塩町駅間で運用されている。
基本的に単行であるが、広島駅 - 三次駅間は2両編成で運転される。2001年3月3日に、広島駅への乗り入れが開始された。車体塗色は17と21は美祢色である。332は沿線住民の有志団体「芸備線にカープ号を走らす会」により広島東洋カープや庄原市のマスコットキャラクターがデザインされた「カープラッピング列車」となり、2021年11月28日から2023年末まで運行された(現在は運行終了、ラッピング解除済み)。また、327は2025年1月19日より約2年間「庄原さとやまトレイン」として庄原市の風景やご当地キャラクターをデザインしたラッピングを実施、運行されている。

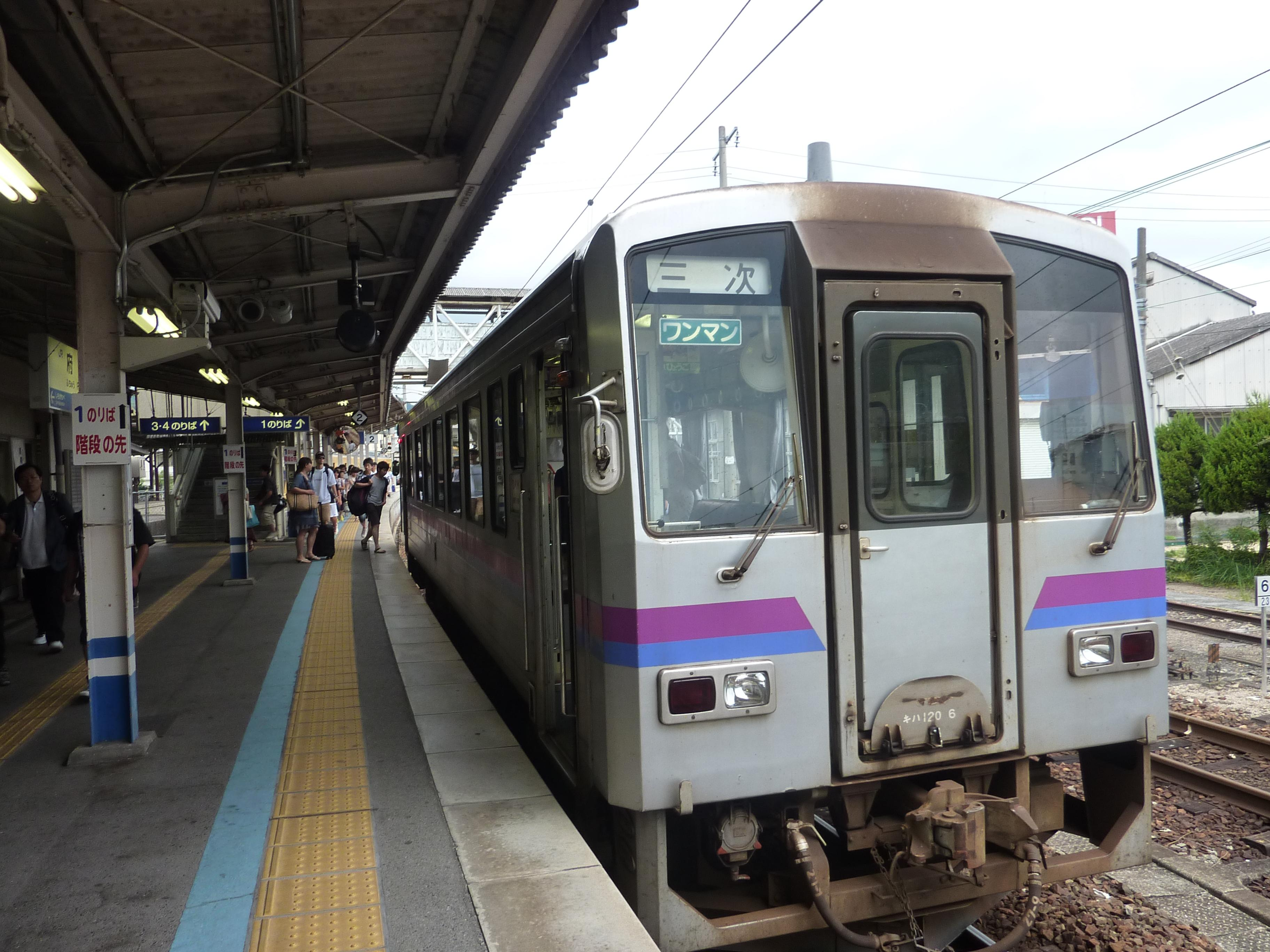
キハ120 6（福塩線）
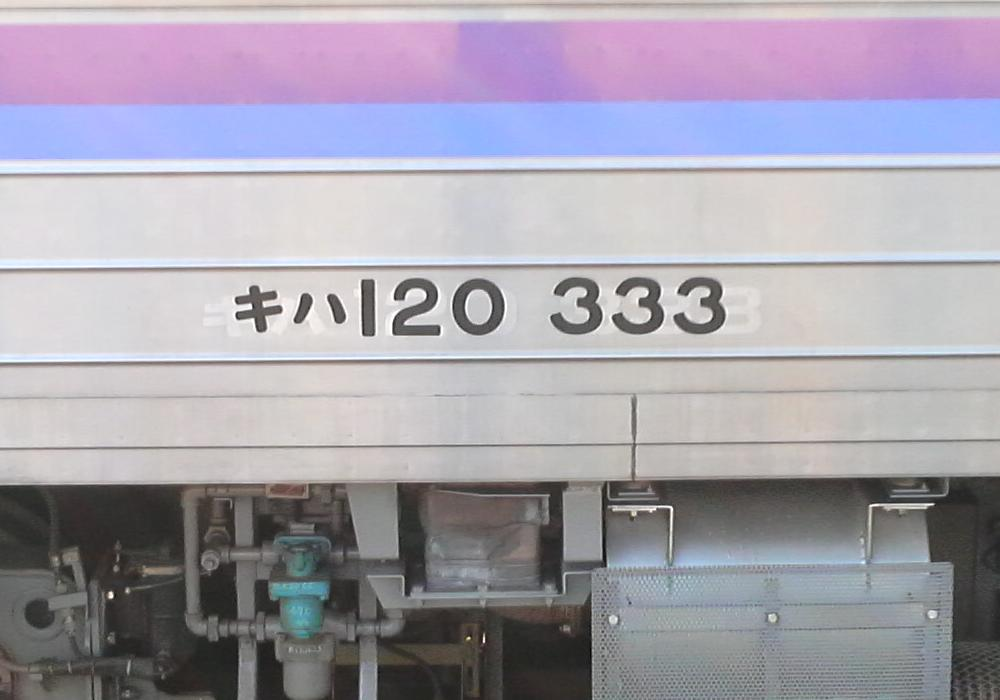
塗装変更と同時に形式書体を国鉄フォントに改めたキハ120 333
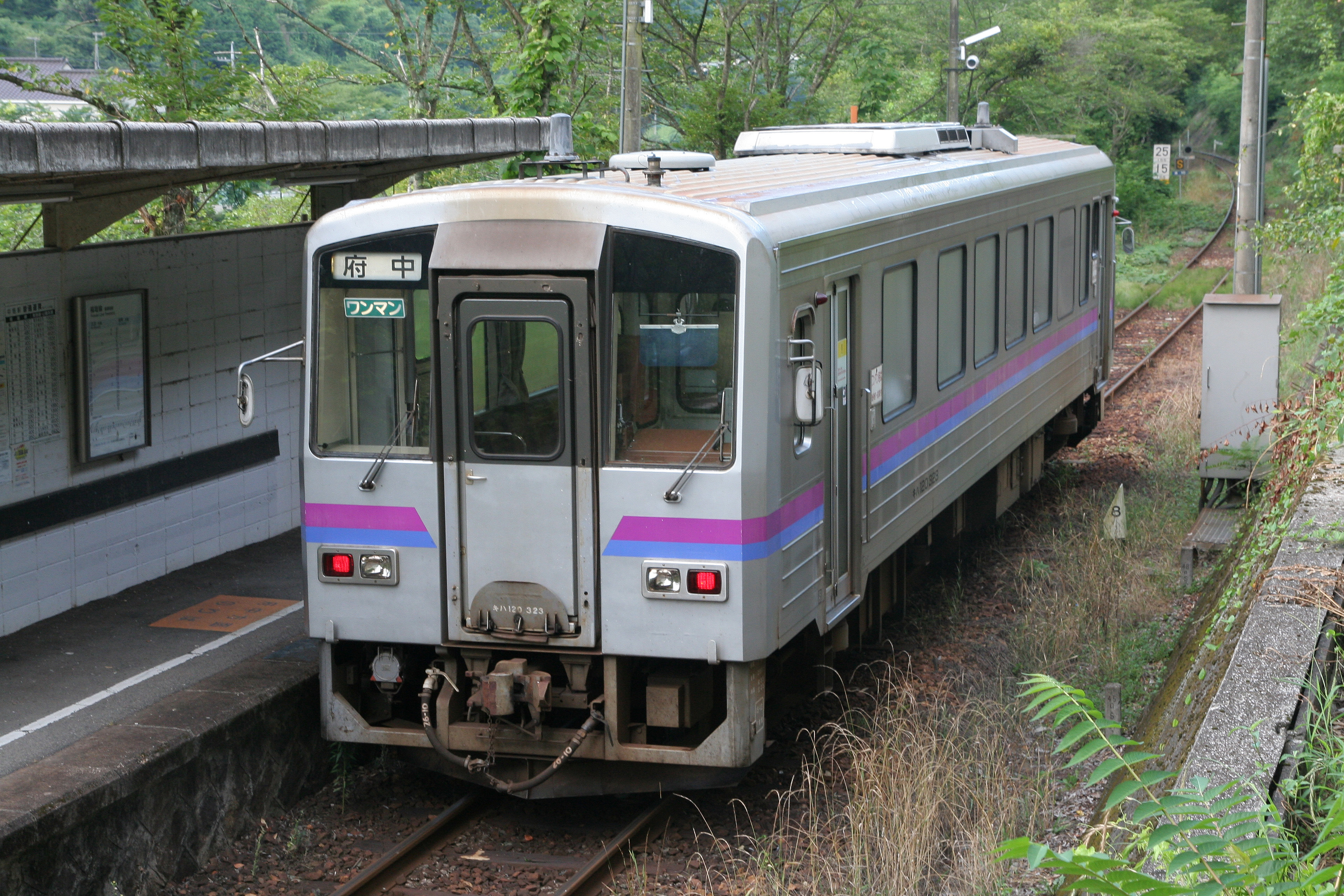
キハ120 323（福塩線）
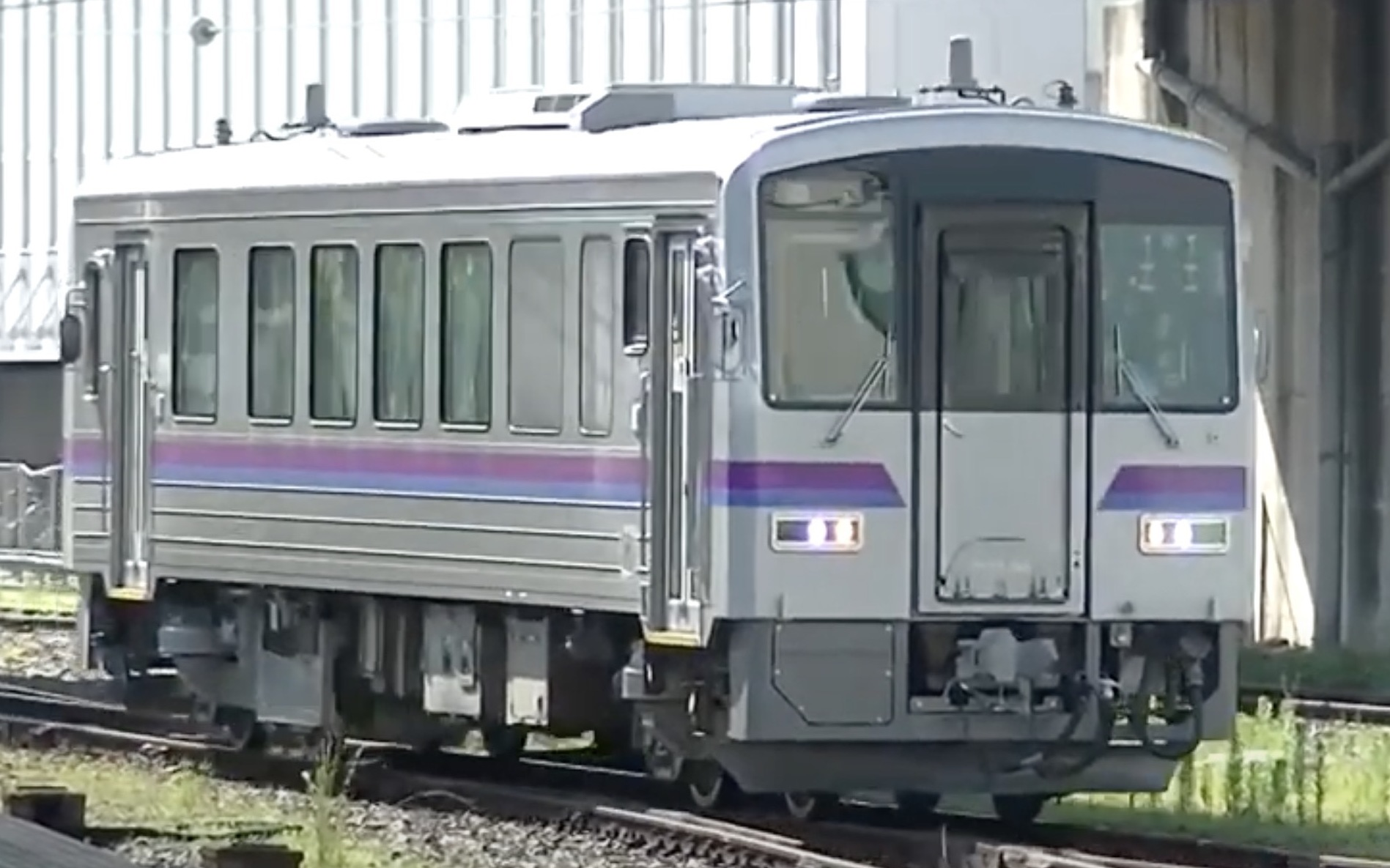
キハ120 323（リニューアル後）
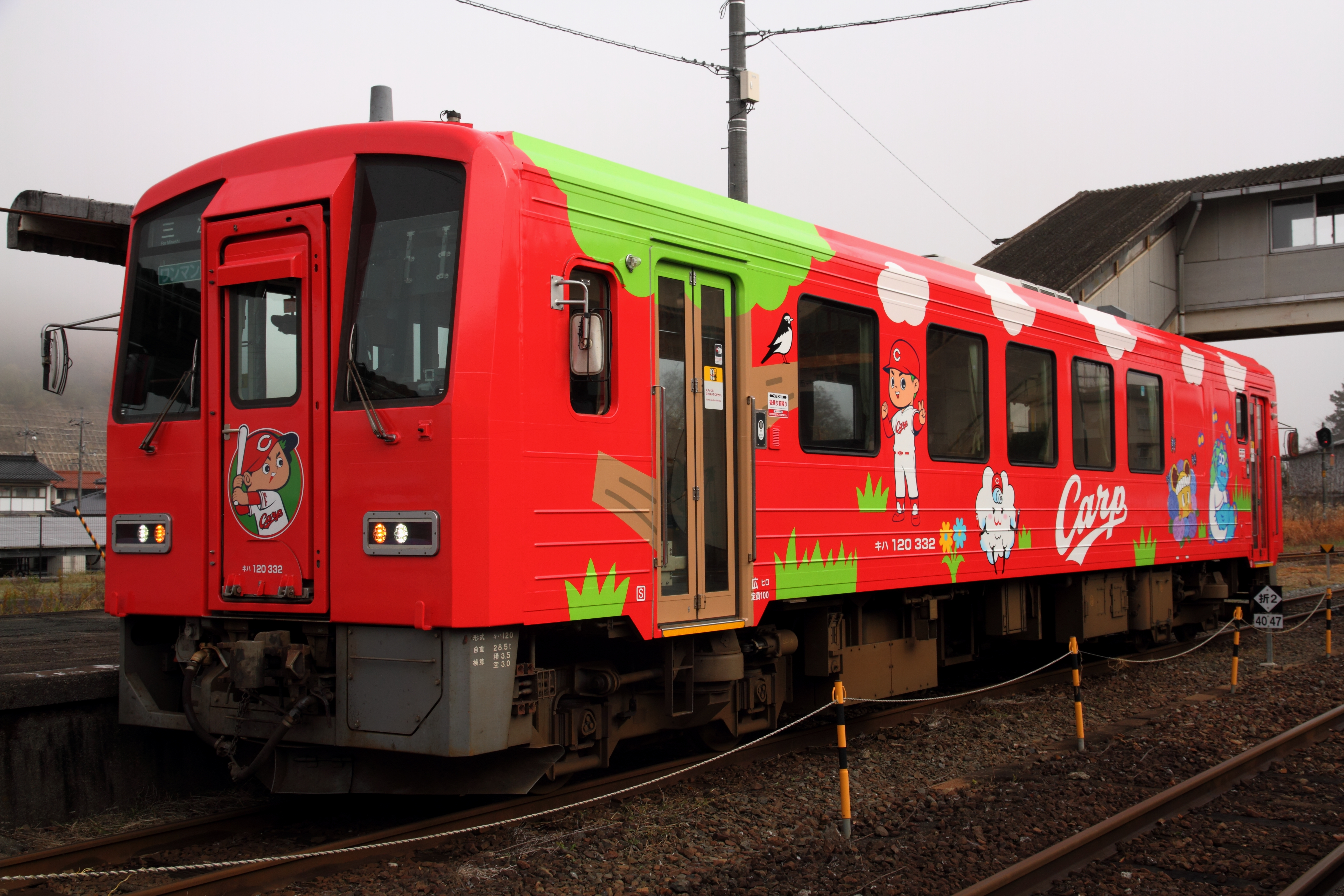
「カープラッピング」

#### 美祢線
美祢線（厚狭駅 - 長門市駅間）向けには1993年に0番台（17 - 22）が投入され、従来のキハ30形やキハ40形が置き換えられた（大嶺支線除く）。車体塗色は、前面は銀塗装に窓回りが黒、前照灯の周辺部および側面に青色・桃色・黒色の帯を配したものである。
美祢線では2013年に利用促進策の1つとして美祢線の通る山陽小野田市・美祢市・長門市の各市をイメージしたラッピング車両を運行することになり、2013年3月20日に「美祢車両」（キハ120 19）、3月27日に「長門車両」（キハ120 10）、3月31日に「山陽小野田車両」（キハ120-9）が運行を開始した。
山口県の萩などを舞台とするNHK大河ドラマ『花燃ゆ』が放送された2015年には、キハ120形2両が『花燃ゆ』ラッピング車となり、一般列車のほか厚狭発東萩行き（長門市経由）臨時快速「幕末ISHIN号」にも使用された。2016年（薩長同盟150年）・2017年・2018年（明治維新150年）にもキハ120形を使用した「幕末ISHIN号」ラッピング車が各年ごとにデザインを変更して登場しており、2019年1月まで運転された。このうち2017年の「幕末ISHIN号」にはキハ120-323が使用された。
2021年4月1日現在では0番台5両（9・10・18 - 20）と300番台2両（323・325）の7両が下関総合車両所新山口支所に配置されている。長門鉄道部に常駐しており、美祢線全線・山陰本線仙崎支線長門市駅 - 仙崎駅間および山陰本線長門市駅 - 益田駅間で運用されている。基本的に1両であるが、一部列車が2両編成で運転される。
一部車両では、車番を国鉄時代の標準書体であるスミ丸ゴシックに改めたものが登場している。広島支所より転入した323・325は広島色であったが、リニューアル工事の際に前面のみ美祢線仕様に変更されている。
2024年3月23日の美祢線全通100周年を前に、キハ120 20が美祢線全通100周年記念のラッピング車となり、全通100周年の1年前となる2023年3月23日に美祢駅でお披露目式が行われた。デザインは日本全国からの公募により102通の応募の中から長門市在住のデザイナーによるものが選ばれ、100周年の重みと美祢線を走っていた貨物列車の石炭車（セキ6000形）をイメージした黒を基調とし、側面には100周年を表す「100」の文字が大きく配置された。
美祢線100周年ラッピング車は当初は2024年8月までの運行予定であったが、2023年6月30日から7月1日にかけての大雨で美祢線が被災して長期不通となったため、美祢線での運行期間は3ヶ月のみとなった。ラッピングの期間満了に伴って、2024年8月24日に山陽本線厚狭駅 - 厚東駅間を往復する「さよなら乗車会」が行われた。

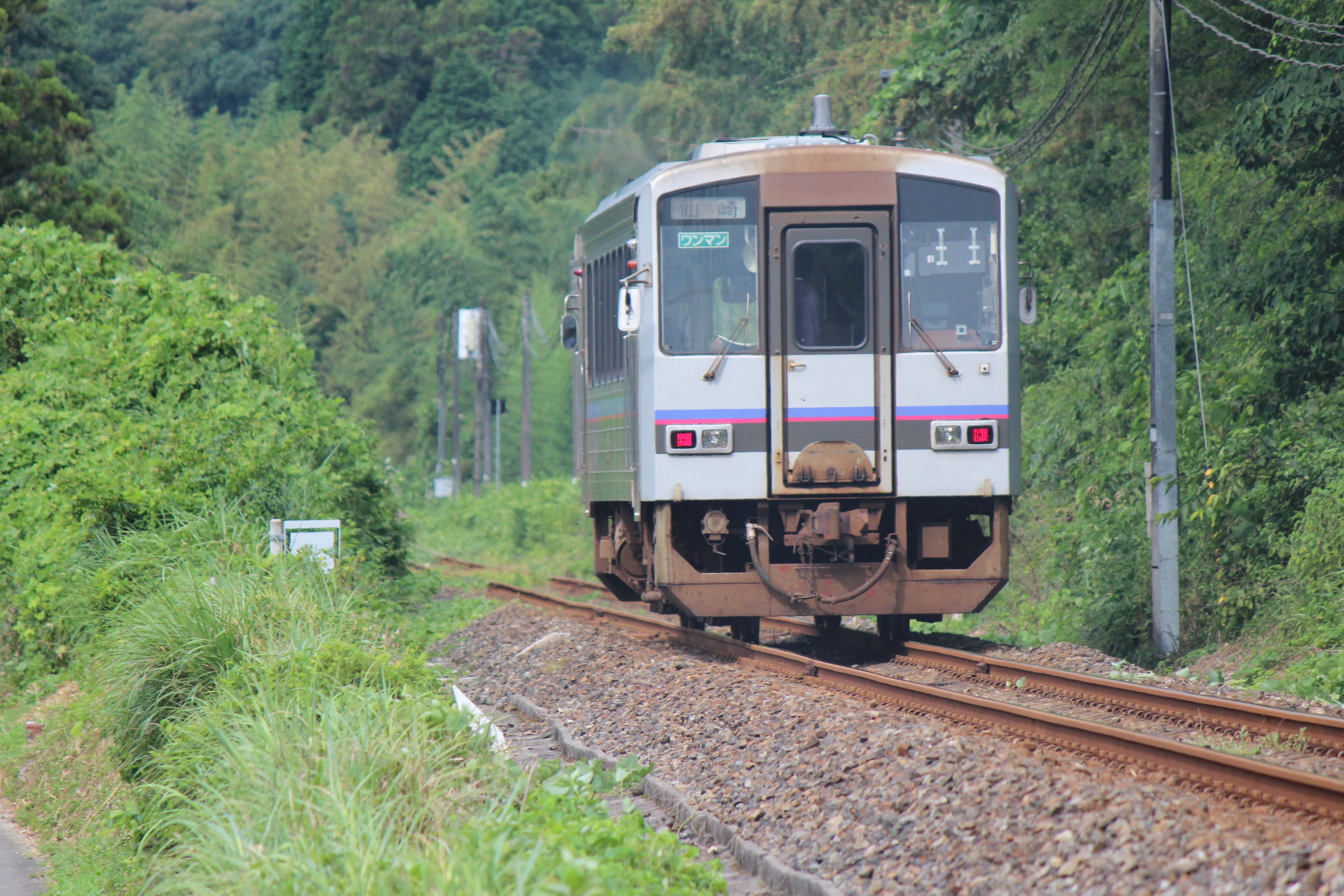
美祢線のキハ120形
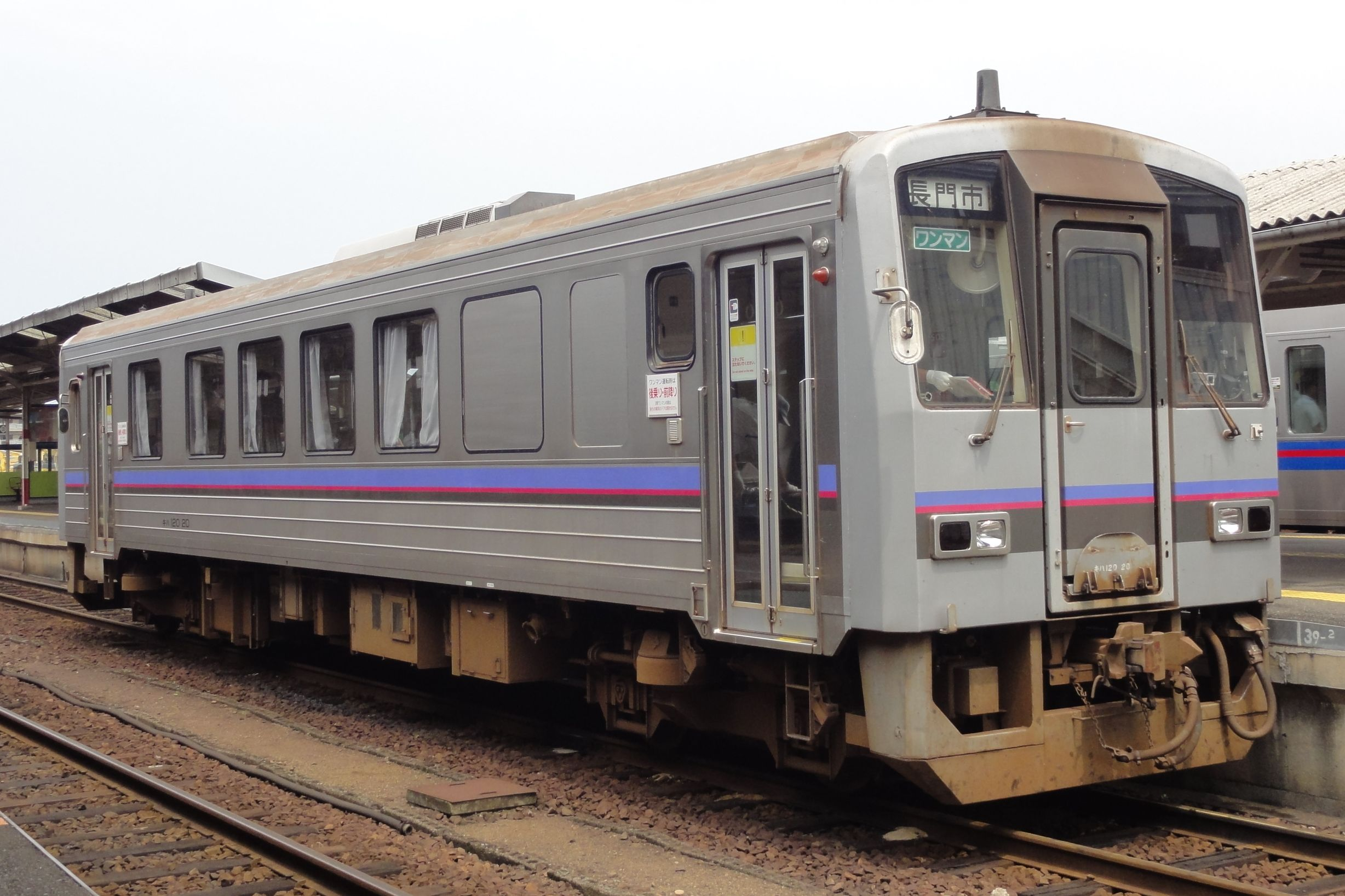
キハ120 20（山陰本線）
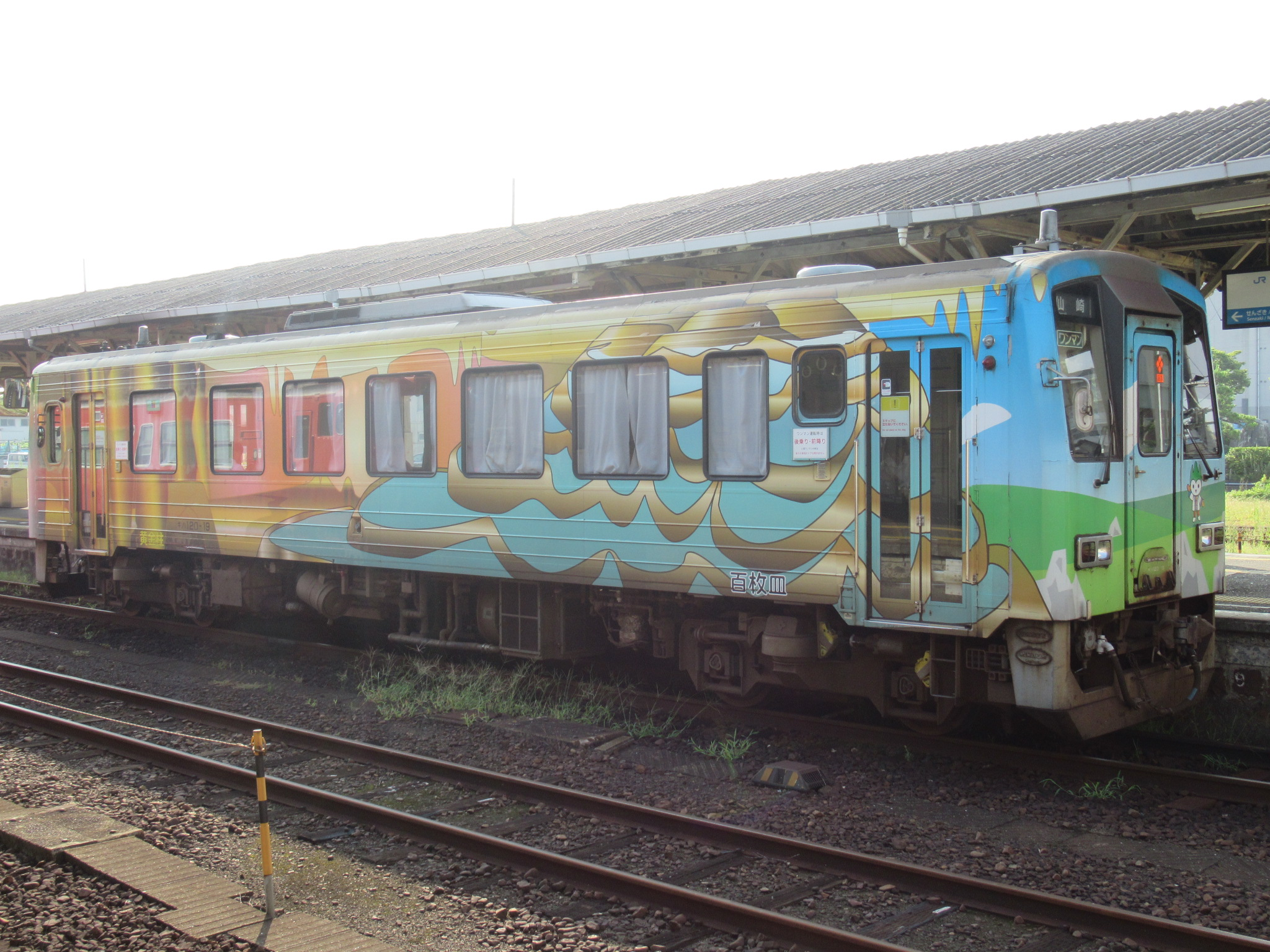
キハ120 19「美祢車両」
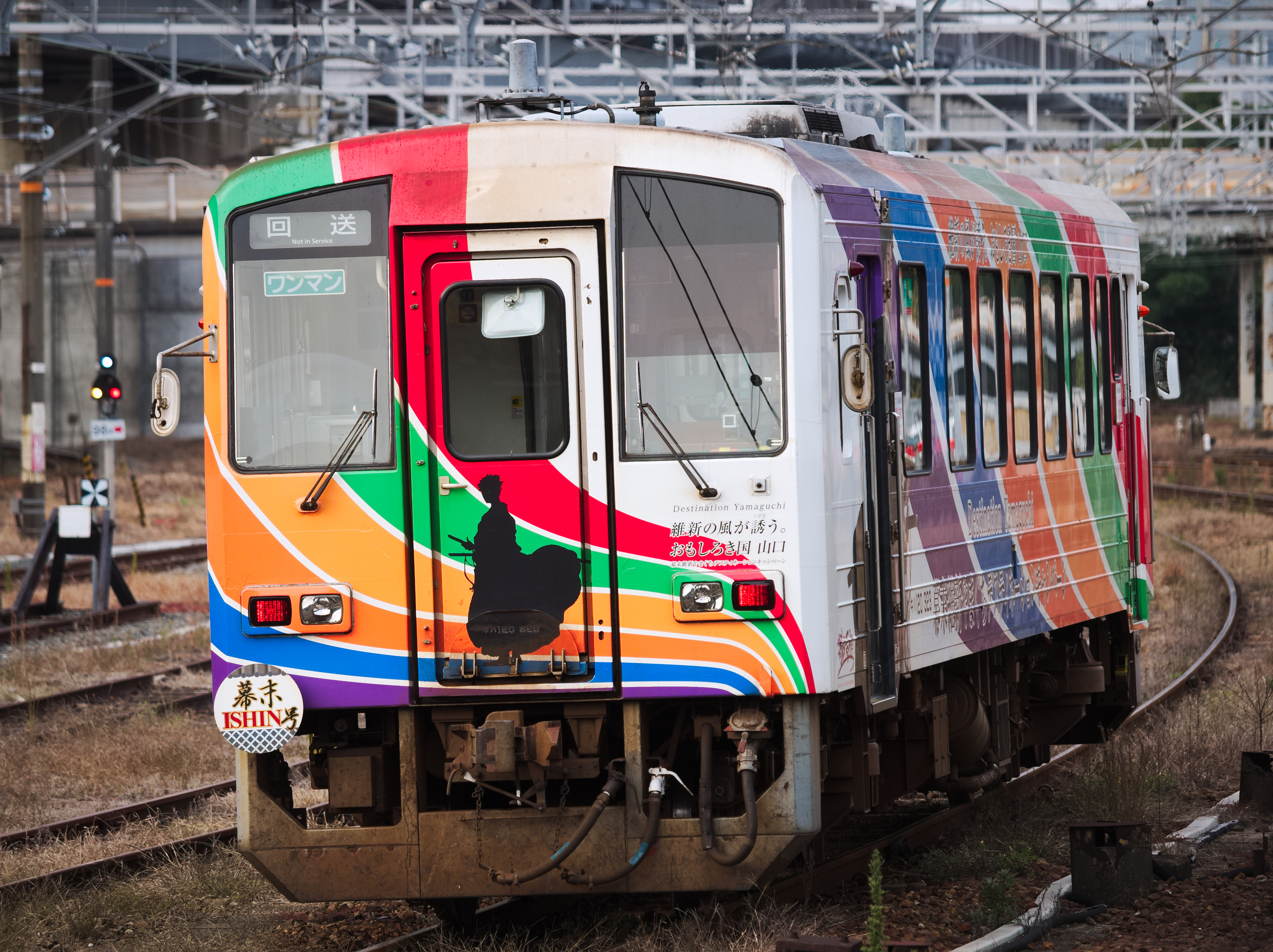
「幕末ISHIN号」2017年

## 事故廃車
2020年3月に発生した芸備線脱線事故により、岡山所属であったキハ120-358は現地解体されたため、同月19日付けで廃車となり、本系列初の廃車となった。代わりに浜田鉄道部のキハ120-357が2020年5月1日付で岡山へ移籍し、浜田色のまま運用についている。